# バカリズム
バカリズム（1975年〈昭和50年〉11月28日 - ）は、日本のお笑いタレント、ナレーター、司会者、脚本家、俳優、作詞家。本名は升野英知（ますの ひでとも）。福岡県田川市出身。マセキ芸能社所属。R-1ぐらんぷり2006・2007・2009・2010ファイナリスト。愛称は、バカリ。
1995年から2005年までは本名名義で、松下敏宏とのお笑いコンビ・バカリズムとして活動。コンビを解散後、升野はそのままバカリズム名義でピン芸人として活動を継続する。

## コンビ時代のメンバー
升野英知（ますの ひでとも、1975年11月28日 - ）（49歳）
福岡県田川市出身。私立飯塚高等学校卒。日本映画学校卒。身長165 cm、血液型A型。妻は夢眠ねむ。
松下敏宏（まつした としひろ、1974年4月4日 - ）（51歳）
静岡県出身。日本映画学校卒。身長172 cm、体重58 kg、血液型A型。趣味は映画鑑賞。
- 2005年11月30日に芸能界を引退。現在は一般人のため、過去の映像や写真にはモザイク加工がされている。なお、2008年7月20日放送の「メントレG」に升野がゲスト出演した際は、モザイクなしでデビュー当時の宣材写真が紹介された。
- ビビる大木に「ブルース・リーに似てるから」という理由で『ブルース』と呼ばれ始め、日村勇紀、土田晃之らに浸透。土田のフットサルチームに所属していたほか、柴田英嗣とは地元の友人関係だった。
- 芸名を「松下フルマラソン」「松下ロングインタビュー」「松下スーパーライト」などコンスタントに改名していた時期がある。
- コンビ解散以降は一切表舞台に出ておらず、升野も「全く会っていない」と公言している。そのため消息不明の状態が続いていたが、2019年8月にやついいちろうが稲川淳二の怪談ライブを観に行った際、終演後の会場ロビーで観に来ていた松下と偶然遭遇し、解散以来約14年ぶりの再会を果たした。以降は毎年エレキコミックの単独ライブを観劇していることをやついが明かしている。

## 略歴

### コンビ時代
日本映画学校在学中、1995年に升野・松下のふたりによってコンビ「バカリズム」を結成。このコンビ名（後に升野単独の芸名）は升野が考えた造語であり、既存の言葉では調べた時にややこしくなるという思いから敢えてこの世に無い言葉で名付けたという。ちなみに学校での2人は決して仲が良かったわけではなく、偶然漫才の授業でコンビを組んだのが出会いのきっかけであり、以降ビジネスパートナー的な存在だったと語っている。
当時から深夜番組を中心にレギュラー出演しており、中でも『笑う子犬の生活R』では主要キャストとして活躍。ビビる、U-turn、フットボールアワー、次長課長、アクシャンらと共に番組を盛り上げた。2000年8月19日放送分では"特別編"と銘打って生瀬勝久・土田晃之・升野の3人のみでコント「やや甘い生活〜何故、人生は中途半端になってしまうのか〜」を披露。『笑う犬』本編にも若手として参加していた。
また『桂芸能社』にもシャカ、ホーム・チーム、ゴリけん、パラシュート部隊らと共にレギュラー出演。「北京から万里の長城まで直径2000ミリの巨大な玉を押して運ぶ」「2000秒息止めをする」といった過酷なロケにも挑んだ。
しかし『爆笑オンエアバトル』では、1999年から2003年までの4年間出演するも苦戦を強いられる事が多く、第1回チャンピオン大会出場・「ラジオ挫折第一」で最高525KBという大きな功績は残したものの総合戦績は10勝13敗。ちなみに敗退した際の敗者コメントでは「悔しさを強調してほしい」というスタッフからの要望が出されるが、2000年10月21日放送分で升野は「ベストは尽くした」という理由で「また同じネタを持ってきます」と無表情でコメント。スタッフから撮り直しの指示を受けてもコメントは変えず、5度の撮り直しで全て同じコメントをしたところ結局5度目が使われたことを明かしており「なんで面白いと思ってきたのに、敗者コメントなんか言わなきゃいけないのって。あれ、凄い残酷だったじゃないですか。他の芸人さんがやってるのも見たくなかったし、可哀想だから」と後に語っている。
他事務所のライブにゲスト出演した際、あまりにもスベリ過ぎたため升野が舞台から逃げ出したことがある。升野が楽屋へ逃げ帰って舞台上に残された松下は1人2役で演じきった。
30歳という節目を迎えた2005年、松下から突如引退の申し出があり、升野はそれを「本人の中でも色々と考えた末での結論なので、無理に止めても意味がない」という理由でそのまま承認。升野は後に「（引退について）相談よりも報告に近かった」と語っている。そして同年11月末をもってコンビは解散、松下がバカリズムを脱退。当時レギュラー出演していた「虎の門」にはコンビ解散後も升野がピンとして継続して出演。
なお当時は升野がネタ作りを行う傍らで松下はあらゆる雑用をこなし、方向音痴の升野に対して現場までの行き先をすべて教えるといった優しさもあったため、コンビ解散の話し合い時に升野から松下にマネージャーにならないかと話を持ちかけている。その際、松下は「金額次第ではない話ではないし、俺ならお前を売る自信がある」と返答したが、その返答に対し升野が「想像したら気持ち悪い」との理由で結局撤回したと明かしている。
コンビとして最後の仕事は2005年11月29日にしもきた空間リバティにて開催された故林広志監修のコントイベント「絹」のゲスト出演。この時点で解散発表はしていなかったものの、既に升野はピンでの単独ライブ(2006年1月にウッディシアター中目黒で開催の升野英知ソロライブ「宇宙時代」)のフライヤーを客席に配布していた。
現在、升野がコンビ時代の話をする際は松下の名前は伏せて「元相方」と呼んでいる。なお2009年5月放送の「アイドリング!!!」（フジテレビ）でメンバーそれぞれの懐かしいものを紹介する企画を行った際、アイドリング!!!19号の橘ゆりかが紹介した「動物占い」が流行った1999年当時が升野はコンビだったという話題に及ぶと、升野はカメラ目線で「そうなんですよ。松下観てる〜？」「松下〜！頑張ってるよ俺！」と手を振って松下へメッセージを送るボケをし、観客からは拍手が起こった。

### ピン転向後
松下の脱退後、升野は「今まで積み重ねてきたものを0にするのはもったいない」という理由で元コンビ名であるバカリズム名義での活動を継続（いわゆるソロユニット形式。解散直後のネタ番組以外では、バカリズム升野で出演していた時期もある）。解散後すぐに『R-1ぐらんぷり』に初出場し、ピンでの活動開始からわずか2ヶ月で決勝進出。初出場の2006年の大会ではフリップネタ『トツギーノ』を披露し、結果は4位。これがきっかけとなり仕事は急増し、『爆笑レッドカーペット』などのネタ番組で「トツギーノ」を披露することが多くなり、このネタでCMにも出演。またグッズも発売された。一方、「このままではバカリズムではなく、トツギーノの人になってしまう」と一発屋になってしまう可能性を危惧し、升野はその後1年ほどしてトツギーノを一切披露することをやめた。これについて升野は後に「この戦略はバッチリ上手くいった」と述べている。
『R-1』には2006年から5年連続で出場し、2008年以外の4度決勝進出。2009年には『地理バカ先生』を披露し、審査員の清水ミチコから大会史上初の100点満点をつけられるなどの記録を収めたが優勝はできなかった。2010年の大会終了後、決勝前から2010年大会が最後の出場と決めていたという「R-1卒業」を発表した。
コンビ解散から約1年後、『アイドリング!!!』で初のバラエティ番組MCを担当。当初は断ろうと考えていた升野だったが、「この番組は普通のアイドル番組にしたくない」というスタッフの意向に賛同して快諾。以降2006年から9年にわたって務め、同番組で朝日奈央や菊地亜美、フォンチーらを輩出した。なお、番組中期以降はスケジュールの都合により、海外ロケを含め番組を休む回もあった。
大喜利日本一を決める『IPPONグランプリ』では2009年の初回から出演し最多優勝回数を誇り、大会チェアマンの松本人志からも高い評価を受けている。
2010年5月、オリコンによって集計された「面白いと思うピン芸人は？」というアンケートにおいて1位にランクインしており、「トツギーノ」のようなフリップを使った独創的なネタをはじめ、『IPPONグランプリ』のような大喜利の面白さを競う大会においても優勝するなどマルチな才能が評価されている。この結果を受けバカリズム自身は「まさか僕のようなゴミクズ芸人が1位に選ばれるなんて…」「迷惑をかけないように精進します」と、冗談とも本気ともつかないコメントをしている。
『トップランナー』（2010年11月27日放送）に出演した際、今後の目標について聞かれ「現状維持」と答えている。
2011年3月20日、自宅にて転倒し右手薬指を骨折。翌日の『アメトーーク!』の収録には包帯を巻いて参加し、骨折の経緯を説明した。
福岡県田川市のゆるキャラのデザインを手掛け「石田川炭夫（いしたがわ すみお）」が2012年3月21日、お披露目された。
RAM RIDERのアルバム『AUDIO GALAXY-RAM RIDER vs STARS!!!-』収録の「HELLO starring ORANGE RANGE」のミュージック・ビデオの脚本・監督を担当。また、同アルバム収録曲「放課後★サスペンス」に作詞で参加。“ほぼ”監督・脚本・主演を務めた映画『バカリズム THE MOVIE』が2012年5月26日公開。『世にも奇妙な物語 2012年 秋の特別編』の「来世不動産」においても原作・脚本・出演の3役を担当。この頃から映像作品の脚本などの創作の仕事へも取り組むこととなる。
過去2回に渡って特番で放送されたラジオ番組「バカリズムのオールナイトニッポンGOLD」が2013年10月からレギュラー化。その後2年間に渡って放送され、名物コーナー「エロリズム論」は2014年9月に書籍化。
『素敵な選TAXI』で連続テレビドラマの脚本を初めて担当し、役者としても出演。これがきっかけとなり脚本家としても活動の幅を広げた。2016年秋から3クール連続で連ドラ（『黒い十人の女』『住住』『架空OL日記』）の脚本と出演をこなした（「黒い十人の女」では声の出演、「架空OL日記」では主演、「住住」では本人役）。
『Quick Japan』2015年8月12日発売号にて「バカリズム 考えまくる人」と題し、60ページにわたる特集が組まれた。ロングインタビューと密着ドキュメント、彼と親しい人々が語る「私と升野さん」、またデビュー当時から親交がある構成作家・オークラがバカリズムの20年を綴った「大バカリズム論」などで構成されている。
宣材写真はピンになって以降2005年のコンビ解散直後に撮ったものを使用し続けていたが、2016年に『青春バカリズム』番組の企画にて11年ぶりに新しくした。
テレビやラジオの仕事をこなすと共に、ライブも精力的に開催。一人コントを披露する『バカリズムライブ』と、番外編として「2〜3週間の間に考えてきた案をひたすら発表する」だけの『バカリズム案』を合わせて年に2〜3回開催していたが、2014年からは『バカリズムライブ』を年に1回開催するのみとなっている。
音楽アーティストと様々なコラボをするユニット『バカリズムと』を結成。これは音楽番組『バズリズム』内の企画で、第一弾として秦基博と『ハタリズム』として升野が作詞と歌唱、秦が作曲とコーラスを担当した『「いくらだと思う？」って聞かれると緊張する』が2017年8月25日に配信開始、第二弾では水野良樹と『ミズノリズム』としてコラボし升野が作詞と歌唱、水野が作曲を担当した『白が人気』が同年9月30日より配信開始。第三弾としてフジファブリックとのコラボ『フジファブリズム』で升野が作詞、山内総一郎が作曲を担当した『Tie up』が2019年11月10日配信された。
YouTube公式チャンネルを2017年11月15日開設。撮りおろし動画はなく、過去のバカリズムライブからコントを選出し毎月10日にアップロードするものでコンテンツリーグが運営。
ギャラクシー賞2017年6月度月間賞をテレビドラマ『架空OL日記』が受賞。升野が原作・脚本・主演を務めているもの。その後、脚本家としての升野はこのドラマで第36回向田邦子賞を受賞。さらに第55回（2017年度、年間）ギャラクシー賞のテレビ部門特別賞を受賞した。
ギャラクシー賞2018年4月度月間賞を『バカリズムのそこスルーする?』（2018年4月4日放送）が受賞。
TOWA TEIの変名音楽ユニット「Sweet Robots Against The Machine」に砂原良徳とともに2018年加入。同年7月にアルバム「3」を発売。きっかけは「バカリズムのオールナイトニッポンGOLD」のジングル作成等を通じて親交があったため。
東京・上野の森美術館での展示を皮切りに大阪・福岡・愛媛で開催の『ミラクル エッシャー展覧会』（2018年6月6日 - 7月29日）のナビゲーターに就任。この展覧会の音声ガイドも務めた。
夢眠ねむと結婚、2019年12月24日入籍。なお発表直後に放送された『ゴゴスマ』や『情報ライブミヤネ屋』では速報としてこのニュースが扱われた。
先述の「架空OL日記」が映画化となり、2020年2月28日から劇場公開を開始。ドラマ版同様、升野が原作・脚本・主演の3役を務めた。これに先駆けて日本映画専門チャンネルでは、過去の作品（「架空OL日記」全話、「素敵な選TAXI」（SP分も含む）、「バカリズム THE MOVIE」、バカリズムライブ「image」〈2019年開催分〉）＋当企画オリジナル番組「バカリズム専門チャンネル特別編」を2月23日21:00〜2月24日21:00の24時間連続で放送する特別企画「24時間バカリズム専門チャンネル」という大特集を実施。
毎年恒例のバカリズムライブ『○○』（草月ホール）を2020年5月17日 - 5月20日に開催予定だったが、新型コロナウイルス感染症の感染拡大を鑑みての公演中止を発表。
かねてからドラえもんの大ファンを公言していたが、ドラえもん50周年記念映画『STAND BY ME ドラえもん 2』に声優として参加。
『水曜日のダウンタウン』2021年3月24日放送で開かれた30秒ネタのネタバトル企画「30-1グランプリ」でプレゼンター、そして松本人志や伊集院光らとともに審査員を担当。以降、年1回ペースでこの企画は放送されているが全ての回でプレゼンターと審査員を務めている。
2年ぶりとなるバカリズムライブ『○○』を草月ホールにて2021年5月13日 - 5月16日に開催予定でチケット発売もされていたものの、「4月25日に発令された新型コロナウィルス緊急事態宣言が5月末まで延長された」影響を受け全5公演のうち2公演が中止に。残りの3公演はオンライン配信のみの無観客開催。
新型コロナウイルスに感染したことを所属事務所が2022年2月1日発表。療養期間を経て2月12日から仕事復帰。
『R-1グランプリ2022』では初の賞レース審査員を担当。先述のR-1卒業以降、他の歴代ファイナリストのように関連番組や特番への出演も一切なかったため、最後の出場だった2010年以来12年ぶりの凱旋となった。翌年2023年も続投。
ドラマ『ブラッシュアップライフ』（日本テレビ）で脚本・出演を担当。Twitterでトレンド世界1位になるなどといった驚異的な盛り上がりを見せ、第49回放送文化基金賞 テレビドラマ部門 奨励賞、第39回ATP賞テレビグランプリ 総務大臣賞・優秀賞、東京ドラマアウォード2023 脚本賞など国内外で様々な賞を受賞した。
『第74回NHK紅白歌合戦』（2023年末）にてゲスト審査員を担当。
『IPPONグランプリ』には28回大会中27回に出演し、うち6回で優勝経験があるが、2024年2月3日放送予定の第29回大会では、芸能活動休止中の松本人志の代理としてチェアマンのポジションを務めることとなった。

## 人物
身長165 cm、体重60 kg、血液型はA型。私立飯塚高等学校、日本映画学校（現・日本映画大学）俳優科卒業。喫煙者。妹がいる。酒は一杯程度であれば飲むことができ、乾杯には参加している。実家は祖父の代から弁当店「田川給食センター」を営んでいたが、父が40歳の時に廃業。その後、父は転職し勤めていたが、升野が高校2年の1993年2月に45歳の若さで急逝。その翌月には祖父も亡くなっている。タクシー運転手を題材にしたドラマの脚本を書いたりしているが、運転免許を持っていないことで知られている。
高校受験の際、本命だった県立西田川高校を受験したものの不合格。滑り止めで受けていた男子校の飯塚高校に入学し、野球部に所属。2年の夏の前に足を複雑骨折し、記録員等の裏方に回るように言われ「このままだと選手として試合に出られなくなる」と思い筋力トレーニングをした結果、高校3年時の夏の福岡大会では背番号16でスタメン出場を果たした。甲子園出場は目標というより、「絶対に出るもんだ」と思っていたため、帽子のつばの裏に「全国制覇」と書き、打席でいかに目立つ動きをするかを研究して、当時憧れていた池山隆寛（ヤクルト）のフォームを真似していた。
学生時代は血気盛んな地域に住んでいたことから喧嘩することも多く、温和そうな見た目とは裏腹に体育会系であることから「武闘派」と呼ばれることが多い。なお高校時代に升野はレンガで頭を殴られたことがあり、殴った相手が同郷の小峠英二（バイきんぐ）の知人であることが後に発覚した。漫画の影響でヤンキーに憧れがあり、剃りこみらしきものを入れたり少し改造した学生服を着たりしていた。先輩芸人から元ヤンと指摘されることが多いが否定している。小峠英二とは若手当時は面識がなかったが、地元で親同士は知った仲であったので小峠の親から升野の親伝いに「英二は実家へ連絡して来ないから心配なので、おなじく東京に居り同じ業界の升野さん、目を掛けてください。」との依頼があったという。しかし、親交ができたのはバイきんぐがキングオブコントで優勝し売れた辺りから。
健康診断でMRIを受けた際に「考え過ぎの超論理的思考で脳が変わってきており、左脳が少し右脳の部分まで来てしまっている」という結果が判明した。
「初対面の際に敬語で話してからタメ口に変わるまでのグラデーションが恥ずかしい」という理由で、同期や他事務所の後輩芸人に対しても敬語を使うことが多い。
妻の作る手料理で好きなものは「炊き込みご飯」。
第1子となる男児が誕生したことを2023年10月25日発表。

### 祖先
母方の高祖父に当たる福岡藩の二天一流の継承者の原弥平次は、嘉永6年（1853年）黒船が来航した年に二十歳を迎え、剣術に長け、藩主の警護に当たった｡やがて 御詮議掛・御陸目付といった監視・取り調べなどの役目を担った。明治維新になると、福岡藩は財政難を打破するため、明治政府発行の太政官札を偽造した。太政官札贋造事件である。原弥平次自身も、監督不行き届きとして35日間の閉門となった｡

## 作風
主に一人コント、フリップネタ、映像ネタなどを行う。『爆笑レッドカーペット』内でのキャッチフレーズは「お笑い四次元ポケット」。なお、コンビ時代に出演していた『完売劇場』主催のイベント「東京腸捻転」内でのキャッチフレーズは「革命遊園地」。
高校卒業後、芸人を志すも当時の主流であったNSCではなく日本映画学校への進学を決意。その理由として「役者志望の人間ばかりの中に芸人志望で一人だけいたほうが圧倒的に才能があるように見えるから」「関西弁じゃないから大阪NSCには行きたくなかったし、東京には当時まだNSCがなかったから」と語っている。また芸人になるにあたり、「芸風に合わない」との理由で高校時代の野球部の練習で鍛えた筋肉を全て落とした。
日本映画学校出身であり映画監督デビューも果たしているが、あくまでも芸人志望で進学したため映画は「年に1回観ればいいほう」というほど興味がない。升野英知名義の短編小説「来世不動産」（小学館『東と西2』収録）で小説家デビューを飾っているが、「文字を文字として認識できなくて、ただの図形にしか見えない」という理由で、ほとんど本を読まない。
コンビ時代はいわゆる突拍子もない設定が特徴のシュールなコントを披露していた。明確なボケ・ツッコミの役割関係は無かったものの、大きな動きや強いツッコミがあるコントは松下、会話が中心で動きの少ないコントは升野がボケを担当することが多かった。
「トツギーノ」や「地理バカ先生」などのフリップネタが出世作であるが、本人は「誰がやってもいいっていうところがある」「笑いを取るのが簡単」という理由で元々フリップネタが好きではないとしている。「トツギーノ」も当初は単独ライブで箸休め的なネタとして作ったのがきっかけであった。本人曰く「映像でやるのがベスト」「フリップをめくっている自分の存在を説明できていない時点であのネタはベストではない」という理由から「トツギーノ」に対しては否定的な評価を下している。なお2004年に発売されたコンビ時代のDVD「フルーツ」にはトツギーノの前身ともいえる升野のピンネタ「カエリーノ」が収録されている。
過去には架空のOLになりすまし日常を綴るブログ『架空升野日記』を開設していた（当初は正体がバカリズムであることも明かしていなかったが、後に正体を明かしている）。後に各種メディア化へと展開させている。
定期的にライブを開催する事に力を注いでおり、Quick Japanのインタビューでは「ネタ作りをやめてしまうと僕は終わってしまう気がする」と語っている。また、「僕は大喜利やネタの筋肉はあるが、ひな壇の筋肉はプヨプヨ」と語っているとおり、大喜利やネタには自信を持っている。
ネタ作りは基本的に1人でパソコンで脚本を書くスタイルをとっている。2014年からは自宅とは別に集中して仕事を行うための作業場を設け、基本的にライブの準備やドラマの脚本・連載の執筆などを全てそこで行っている。締切は厳守している。これは演者側で待たされることを何度か経験し脚本家の悪口を言っていたことに起因しており、「締切守らないと裏で言われるんだと思ったら、絶対に守ろう」と心に誓ったという。結婚後も基本的に作業場にいることが多く、独身の男性芸人に対して「別宅を借りるなら独身のうちに」とアドバイスを送っている
第36回向田邦子賞を受賞するなど、脚本家としても活躍している。向田邦子賞の選考委員でもあった脚本家の坂元裕二は2018年のTV Bros.に掲載されたインタビューの中で自身も大好きなドラマであり、読者に見て欲しいオススメのドラマに『架空OL日記』の名前を挙げ、「ワールドクラスの大傑作」と絶賛している。

## 親交
先輩のバナナマンとは「ラ・ママ新人コント大会」をきっかけに知り合って以降、デビュー当時からの古い親交がある。初めてバナナマン、バカリズム、作家のオークラの5人で焼肉を食べに行った後に設楽統・オークラ・升野の3人で銭湯に行ったのがきっかけでまずは設楽と仲良くなり、その後仲良くなった日村勇紀とは2年程同居生活をしていた。日村とは『アメトーーク!』の「トキワ荘芸人」「くされ縁芸人」で当時のエピソードを披露しているほか、『ウンナン極限ネタバトル! ザ・イロモネア 笑わせたら100万円』（2010年1月3日放送時）にユニットで参戦した。
他に、仲の良かった芸人として同世代の柴田英嗣や東京03、ゆってぃ、後輩には学生時代からの交流があるおかゆ太郎やルシファー吉岡がいる。
インタビューなどで「仲の良い芸人は？」と聞かれると同世代の東京03、またはテレビ番組『ヨロシクご検討ください』でも共演していた若林正恭、山里亮太などを挙げている。しかし「相手が仲のいい芸能人として自分の名前を出してくれない」や「自分を抜かして食事に行ったりしている」などの理由から仲の良い芸人はいないと答える場合もある。
いとうせいこうは「コンビ時代から升野に惹かれるものがあった」と語り、当時から自身のレギュラー番組『虎の門』や舞台に呼んでいた。2007年からは『ビットワールド』で共演。升野もいとうのことを師匠として尊敬している。
元アイドリング!!!メンバーの朝日奈央は升野から多くの影響を受けたとし、自身を「升野育ち」としている。また、升野も朝日のことを「朝日さんは弟みたいなもん」と話している。
基本的には「バカリズム」や「バカリ」と呼ばれているが、ウッチャンナンチャンや爆笑問題、よゐこ、東京03、エレキコミック、片桐仁、ふかわりょうなどコンビ時代から交流のある人物や、オードリー若林、狩野英孝やナイツなどマセキ芸能社の後輩、番組MCを務めていたアイドリング!!!のメンバーからは本名の「升野さん」、バナナマンや柴田英嗣、ゆってぃやオークラからは本名の「英知」から「ヒデ」と呼ばれている。
なお千原ジュニアからは「リズムちゃん」、次長課長からは「おます」、出川哲朗からは「まこっちゃん」（漫画『まことちゃん』のキャラクターに似ているため）と呼ばれている。
かつて爆笑問題・山田まりや司会の『バクマリヤ』にレギュラー出演していた縁もあり、太田光（爆笑問題）には会うと必ず「相方どうした？」と聞かれるのがお決まりのノリになっている。
コンビ時代は並行して各芸人達と一時的なユニットを組んでいた。
- エレキコミックと「エレバカ」[76]
- ビビる・アリtoキリギリスと「アリtoビビリズム」[77]
- アルファルファと「初代渋谷鬼姫」[78]
- シャカと「シャカリズム」（『桂芸能社』番組内でのみ）
- バナナマン・エレキコミック・アルファルファ・おぎやはぎ・劇団ひとり・スピードワゴンと「光が丘大サーカス」

コンビ時代からピンとして既に活動を行っていた2009年までは小林賢太郎と共に「大喜利猿」としてライブ活動や執筆活動を行っていた。
1年先輩のふかわりょうとはデビュー当時から交流があり、ふかわの著書『ミツバ学園中等部 入学案内』の挿絵を升野が担当。
構成作家のオークラは「バカリズムは19、20歳の時点でもう完成された『システムの笑い』をやっていた」と語っており、なかなか芽が出ず苦労したコンビ時代を経て、ブレイクし始めた2007年頃からのバカリズムを「バケモノ」と評している。
今田耕司とは『爆笑レッドカーペット』での共演や『しゃべくり007』で今田が一番面白い後輩芸人としてバカリズムの名前を出したのがきっかけで交流があり、2013年から不定期でトークライブ『見たい！ラジオ』を開催している。
同郷である博多華丸・大吉とは番組での共演のほか、2017年以降は毎年福岡にて開催される華丸大吉の周年イベントにゲスト出演。バカリズムライブは東京のみの開催であるため、地方で升野がネタを披露する唯一の場となっている。
千原ジュニアとは『IPPONグランプリ』を開始当初から支え、決勝も争った経験のある互いの大喜利を絶賛しあっている。
お笑い界の大御所とされる一部の芸人（明石家さんま、とんねるずなど）との共演はテレビ・ラジオなどのメディアや舞台を含めほとんどない。なおタモリとは『笑っていいとも!』で数度共演、笑福亭鶴瓶とは『スジナシ』や『ザ・ベストワン』などで共演しており、さんまとも2019年の『FNS27時間テレビ』内にてクロストークで共演が実現。さらに2022年1月2日放送の『さんまのまんま』にゲスト出演し、ほぼ初となる本格的な共演を果たした。また木梨憲武（とんねるず）とは2020年10月30日放送の『バズリズム02』で初共演。
小沢健二とも『バズリズム02』にて2017年以降、小沢の新曲リリースに合わせて対談企画を行っている。なおその中で升野は歴代の彼女が全員小沢のファンだったことを明かしている。
桑田佳祐は2013年に発売された自身のライブツアーDVDの付属本で「（福岡県は）天才が多くてうらやましい…、タモリ、陽水、バカリズム」と綴っている。升野本人もサザンオールスターズのファンであることを度々言及しており、『ロンドンハーツ』2022年5月24日放送分にて出川哲朗から「会ってみたい有名人はいる?」と質問された際に桑田の名前を挙げている。
お笑い芸人以外の著名人とも親交があり、堂島孝平の楽曲MVやイベントに参加。堂島に誘われ矢野博康の草野球チームに参加した縁でYANO MUSIC FESTIVALに出演。草野球チームのマネジャーを務めていた土岐麻子の楽曲アルバムにコントや歌唱で参加している。
後に入籍することとなる夢眠ねむとは「バカリズムライブ『サスペンス』」の歌唱参加をきっかけに知り合い、夢眠が自身の誕生日会に小出祐介、土岐麻子、ハマ・オカモト、福岡晃子と升野を招待、意気投合し「升野軍団」を結成。小出は升野作詞のオリジナル曲「AVを見た本数は経験人数に入れてもいい」（CD未発売）の作曲を担当。
一方で、アイドリング!!!メンバーには「みんなを平等に扱いたい」という理由で連絡先を教えていなかった。アイドリング!!!のナンバリングライブには2010年5月に開催された8th以降スケジュールの都合で不参加だったが、2013年12月8日13thライブにサプライズ参加、3年半ぶりの出演となった。
BOSE（スチャダラパー）とは『バカリズムマン対怪人ボーズ』等での共演もあり、2011年には「バカリズムライブ『SPORTS』」のオープニング曲でBOSEが歌唱を担当。RAM RIDERは2011年以降のバカリズムライブの楽曲を担当している。

## 受賞歴

### コンビ時代
- 『高田文夫のラジオビバリー昼ズ　お笑いゴールドラッシュII』 - 優勝（1999年、ニッポン放送）
- 『第1回爆笑オンエアバトル チャンピオン大会』 - 第5位（1999年8月7日、NHK総合）
- 『赤坂お笑いDOJO』 - 免許皆伝（10勝）達成（2000年9月4日、TBSラジオ）[95]
- 『ウッチャンナンチャンの炎のチャレンジャー これができたら100万円!! 72時間不眠不休チャレンジ』- 優勝（2001年1月2日、テレビ朝日） - 升野のみ
- 『お笑いホープ大賞』 - 決勝進出（2003年9月15日、フジテレビ）
- 『虎の門 伊集院光プロデュース「オールナイ虎の門」』 - 優勝（2004年8月6日、テレビ朝日）

### コンビ解散後（升野個人）
- 『R-1ぐらんぷり2006』 - 決勝第4位（2006年2月19日、フジテレビ・関西テレビ）
- 『R-1ぐらんぷり2007』 - 決勝第3位（2007年2月18日、フジテレビ・関西テレビ）
- 『虎の門「そこでロッキーはないだろう選手権」』 - 優勝（2007年5月、テレビ朝日）
- 『虎の門 伊集院光プロデュース「オールナイ虎の門」』 - 優勝（2007年6月、テレビ朝日）
- 『虎の門「そこでロッキーはないだろう選手権」』 - 優勝（2007年6月、テレビ朝日）
- 『R-1ぐらんぷり2008』 - 準決勝進出
- 『R-1ぐらんぷり2009』 - 決勝第3位（2009年2月17日、フジテレビ・関西テレビ）
- 『IPPONグランプリ 09-10開幕戦』 - 優勝（2009年12月27日、フジテレビ）
- 『R-1ぐらんぷり2010』 - 決勝第7位（2010年2月23日、フジテレビ・関西テレビ）
- 『IPPONグランプリ 09-10秋の陣』 - 優勝（2010年10月5日、フジテレビ）
- 『IPPONグランプリ 2011開幕戦』 - 準優勝（2011年1月4日、フジテレビ）
- 『IPPONグランプリ 2011.6.11』 - 優勝（2011年6月11日、フジテレビ）
- 『IPPONグランプリ 2012.4.7』 - 準優勝（2012年4月7日、フジテレビ）
- 『IPPONグランプリ 2014.11.8』 - 準優勝（2014年11月8日、フジテレビ）
- 第3回市川森一脚本賞奨励賞『素敵な選TAXI』（2014年10月14日 - 12月16日、関西テレビ）
- 『人志松本のすべらない話』 -『テレビ局の警備員』で MVS受賞（2015年1月9日、フジテレビ）
- 『第83回ザテレビジョンドラマアカデミー賞』- ザテレビジョン賞受賞、脚本賞2位（2015年2月18日発表、ザテレビジョン）
- 『IPPONグランプリ 2016.11.19』 - 準優勝（2016年11月19日、フジテレビ）
- AbemaTV1周年特別企画『虎の門 しりとり竜王戦』 - 優勝（2017年5月1日、AbemaTV）
- 2017年6月度ギャラクシー賞月間賞 脚本・主演作品『架空OL日記』（2017年7月20日発表）[28]
- 『IPPONグランプリ 2018.3.10』 - 優勝（2018年3月10日、フジテレビ）
- 第36回向田邦子賞『架空OL日記』（2018年4月発表、東京ニュース通信社主催）[29][96]
- 『IPPONグランプリ 2020.6.13』 - 優勝（2020年6月13日、フジテレビ）
- 『IPPONグランプリ 2021.5.22』 - 準優勝（2021年5月22日、フジテレビ）
- ゆうばり国際ファンタスティック映画祭2021『京楽ピクチャーズ．PRESENTS ニューウェーブアワード クリエイター部門』（2021年9月10日発表）
- 『IPPONグランプリ 2023.5.13』 - 優勝（2023年5月13日、フジテレビ）
- 第115回ザテレビジョンドラマアカデミー賞 脚本賞『ブラッシュアップライフ』（2023年5月24日発表、ザテレビジョン）[97]
- 第49回放送文化基金賞 テレビドラマ部門 奨励賞『ブラッシュアップライフ』（2023年6月7日発表）
- 東京ドラマアウォード2023 脚本賞『ブラッシュアップライフ』（2023年10月24日発表）[98]
- アジア・テレビジョン・アワード 2023（ATA2023）『ブラッシュアップライフ』最優秀脚本賞（2024年1月26日発表）[99]
- 第123回ザテレビジョンドラマアカデミー賞脚本賞『ホットスポット』（2025年5月23日発表、ザテレビジョン）[100]
- 第51回放送文化基金賞 テレビドラマ部門 優秀賞『ホットスポット』/脚本賞（2025年6月10日発表）

## 出演

### テレビ番組

#### 現在の番組

##### レギュラー
- ビットワールド（NHK Eテレ、2007年4月6日 - ） - マスーニョ・ンバッカリズムーチョ 役として本名で出演。
- もう!バカリズムさんの超H!（NOTTV→フジテレビONE、2013年11月24日 - ） - MC
- バズリズム → バズリズム02（日本テレビ、2015年4月4日 - ） - MC
- 家事ヤロウ!!!（テレビ朝日、2018年4月10日 - ） - MC
- 林修のレッスン!今でしょ → 林修の今、知りたいでしょ!（テレビ朝日、2021年2月23日 - ） - 学級委員長
- 私のバカせまい史（フジテレビ、2023年4月20日 - ） - MC
- バカリゲム（フジテレビONE、2025年4月12日 - ） - MC
  - 日曜PLUS! バカリゲム（フジテレビ、2025年6月8日 - ） - MC[95]

##### 準レギュラー・不定期出演
- アメトーーク!（テレビ朝日、2008年10月2日 - ）
- ゴッドタン（テレビ東京、2010年4月15日 - ）
- 水曜日のダウンタウン（TBS、2014年5月7日 - ）- プレゼンター・パネラー、2024年4月24日時点で45回出演。[注 4]
- ロンドンハーツ（テレビ朝日、2015年1月27日 - ）
- ネタパレ（フジテレビ、2017年8月11日 - ） - 常連客（千原ジュニアと週替わりで出演）
- ラヴィット!（TBS、2022年2月15日 - ）- 年1回ペースで出演
- 酒のツマミになる話（フジテレビ、2022年4月8日 - ）- サブMC
- 有吉クイズ（テレビ朝日、2022年11月15日 - ）

#### 過去の番組

##### 過去のレギュラー
- 虎の門（テレビ朝日、2004年 - 2008年） - コンビ時代から継続して出演
- アイドリング!!!（フジテレビワンツーネクスト、2006年10月30日 - 2015年10月31日） - MC
- アイドリング!!!日記 → アイドリング!!!（フジテレビ、2007年1月 - 2015年10月） - MC
- 爆笑レッドカーペット（フジテレビ、2007年2月 - 2010年8月） - 準レギュラー（キャッチコピーは「笑いの絶対音感」→「お笑い四次元ポケット」）
- もりすぎッ!（東海テレビ、2007年7月 - 2008年3月）
- Theゲームナイト（BS日テレ、2008年4月 - 10月）
- 原寸美術館37v版（フジテレビONE、2008年 - 2009年） - MC
- シルシルミシル（テレビ朝日、2008年10月 - 2011年9月） - ナレーター
- バカリズムマン対怪人ボーズ（テレビ東京、2009年4月 - 6月）
- 人志松本の○○な話（フジテレビ、2009年4月 - 2011年11月） - 準レギュラー
- 爆笑レッドシアター（フジテレビ、2009年5月 - 2010年7月） - 準レギュラー
- はねるのトびら（フジテレビ、2009年11月 - 2011年7月） - 「カブらない物披露宴」コーナーレギュラー・「カミングアウト総選挙」コーナーMC
- ストリートの道（テレビ東京、2009年11月2日 - 12月28日）
- 爆笑 大日本アカン警察（フジテレビ、2009年12月28日 - 2013年4月） - 準レギュラー出演
- ホワイトボードTV陰（TOKYO MX、2010年4月6日 - 2011年3月） - MC
- フジ算 （フジテレビ、2010年4月25日 - 7月12日）
- シルシルミシルさんデー（テレビ朝日、2010年7月 - 2014年9月） - ナレーター
- ホメられてノビるくん（フジテレビ、2010年10月 - 2011年3月）
- たべコレ（テレビ東京、2011年10月 - 2013年3月） - 天の声
- 企画ばかり（中京テレビ、2011年12月 - 2012年5月26日） - MC
- バカリズム THE MOVIE（TOKYO MX、2012年1月 - 3月）
- 日曜×芸人（テレビ朝日、2012年4月 - 2014年3月） - MC
- 有吉反省会（日本テレビ、2013年4月7日 - 2021年9月25日） - 反省見届け人として出演
- 伝えてピカッチ（NHK総合、2013年4月 - 2015年3月） - 男性チームキャプテン
- ネオバラ2「バカリズム御一考様」（テレビ朝日、2013年4月 - 5月※2ヶ月限定） - MC
- いらこん（フジテレビ、2013年10月 - 2016年3月） - MC 月1回放送
- OV監督（フジテレビ、2013年12月7日・2014年4月 - 9月）
- そんなバカなマン（フジテレビ、2014年4月1日・7月29日・11月15日・2015年4月 - 2017年3月）- MC
- スクール革命!（日本テレビ、2014年5月18日 - 2022年4月3日） - 講師役ゲスト（準レギュラー）
- オモクリ監督 〜O-Creator's TV show〜（フジテレビ、2014年10月26日 - 2015年9月）
- 変ラボ（日本テレビ、2016年4月 - 2016年9月）
- ワイドナショー（フジテレビ、2015年10月4日 - 2025年3月23日） - 不定期出演
- アイキャラ（日本テレビ、2016年1月14日 - 2019年3月28日） - MC
- ナカイの窓（日本テレビ、2016年2月10日 - 2019年3月27日） - ゲストMC（準レギュラー）
- ぐるぐるナインティナイン（日本テレビ、2016年3月 - 5月） - 「おひとり様休日倶楽部」コーナーレギュラー
- テストの花道 ニューベンゼミ（NHK Eテレ、2016年4月 - 2017年3月）- MC
- EXD44（テレビ朝日、2016年4月12日 - 10月11日、2017年1月10日 - 3月28日・2017年7月10日 - 2019年3月31日）- MC
- いいすぽ!〜e-sports〜（フジテレビONE、2016年4月23日 - 2025年2月8日） - MC
  - フジテレビからの!「いいすぽ!+」（フジテレビ、2018年10月6日 - 2025年3月27日） - MC
- 良かれと思って!（フジテレビ、2017年4月19日 - 2018年3月28日）- MC
- バカリズムの30分ワンカット紀行（BSテレ東、2017年4月3日 - 2020年9月18日）- MC
- 笑×演（テレビ朝日、2017年4月6日 - 2018年3月29日） - MC
- バカリズムの大人のたしなみズム（BS日テレ、2018年4月7日 - 2022年3月24日） - MC
- 青春高校3年C組（テレビ東京、2018年4月12日 - 2020年3月11日）- 木曜隔週MC
- 女心がわかる男、わからない男。（日本テレビ、2018年4月13日 - 6月30日） - MC
- 日曜バカリズム祭り（日本テレビ、2021年4月4日 - 7月11日）[101]
- TBSスター育成プロジェクト 私が女優になる日（TBS、2021年6月12日 - 7月10日）- 審査員。後に演技課題オリジナル脚本も執筆。
- 所JAPAN（関西テレビ、2021年12月14日 - 2023年3月21日） - 不定期出演
- 不夜城はなぜ回る（TBS、2022年10月24日 - 3月27日） - 見届け人(準レギュラー)
- バカリヅカ（テレビ東京、2023年11月13日 - 12月18日、2024年5月20日 - 6月24日） - MC

##### 特番
現在
- くりぃむしちゅーの!THE★レジェンド（日本テレビ、2014年11月10日 -  ） - パネラー
- ENGEIグランドスラム（フジテレビ、2015年5月30日 - ）
- クイズ☆正解は一年後（TBS、2015年12月30日 - ）- 「有吉チーム」メンバー、奇数年に出演
- 日テレ系音楽の祭典 ベストアーティスト（日本テレビ、2017年11月28日 -  ） - ナビゲーター
- ゴッドタン新春SP 芸人マジ歌選手権（テレビ東京、2018年1月1日 - ）- マジソングライター
- THE MUSIC DAY（フジテレビ、2018年7月7日 - ） - MC・NEXTゲート進行
- 陣内・バカリ シリーズ（関西テレビ、2021年9月28日 - ）- MC
- 一攫千金!宝の山（日本テレビ、2021年11月16日 - ）- ネーミング部長→アイデア部長
- R-1グランプリ（関西テレビ、2022年3月6日 - ） - 審査員
- 事前アンケートは全部ブレーン芸人が考えました（フジテレビ、2022年12月3日） - ブレーン芸人
  - ゲストへのアンケートは全部ブレーン芸人が考えました（フジテレビ、2023年5月3日）- ブレーン芸人
  - 出川・バカリ・ひとりの芸人アンケート（フジテレビ、2024年10月26日） - アンケート考案芸人
- くらべるネタSHOW バカリズムのキリクチ（東海テレビ、2024年3月23日 - ） - MC
- ちょっとバカりハカってみた!（テレビ東京、2024年7月28日 - ）- MC[102]

過去
- 関根&優香の笑うシリーズ（テレビ朝日、2006年3月26日 - 2014年1月5日）
- オールスター感謝祭（TBS、2006年9月30日・2014年3月29日）
- 新春!爆笑ヒットパレード（フジテレビ、2007年1月1日 - 2016年1月1日）
- お笑いDynamite!（TBS、2007年12月29日・2008年12月29日）
- IPPONグランプリ（フジテレビ、2009年12月28日 - 2024年2月3日） - 出場者→代理チェアマン
- 話題のシーンを再現 ミラクル実験SHOW（テレビ静岡、2010年5月23日） - ミラクル天才研究員 フジ夫（声）
- ドスペ2「ダイジョブ軍団 イイタインダー」（テレビ朝日、2010年5月8日）- ダイジョブ軍団
- IPPANグランプリ（フジテレビ、2010年9月28日 - 2024年1月28日） - MC
- 今日から使えるネーミング辞典 メイメイSHOW（関西テレビ、2010年10月7日・14日）
- 人志松本のすべらない話（フジテレビ、2010年12月25日 - 2019年7月27日） - プレーヤー
- バラコレ「バカリズムの伝える程でもないHEADLINE」 （テレビ朝日、2010年12月29日） - MC
- 最強運芸能人決定戦。（フジテレビ、2011年1月1日） - MC
- 漫画説法（テレビ朝日、2011年4月3日） - 司会
- 投稿!SUMO頂王（フジテレビ、2011年5月3日）- 頂王審議委員会メンバー
- FNS27時間テレビ めちゃ²デジッてるッ! 笑顔になれなきゃテレビじゃないじゃ〜ん!!（フジテレビ、2011年7月24日）-『爆笑!大日本めちゃ2アカン警察 アカン刑事SP』刑事
  - FNS27時間テレビ 女子力全開2013 乙女の笑顔が明日をつくる!!（フジテレビ、2013年8月4日）-『人志松本のすべらない話 特別編「男と女にまつわるゆるせない話」』
  - FNS27時間テレビフェスティバル!!（フジテレビ、2016年7月24日）-『爆笑キャラパレード 紅白キャラ合戦SP』パネラー
  - FNS27時間テレビ にほんのれきし （フジテレビ、2017年9月9日・10日）- にほんのれきし博物館 館長
  - FNS27時間テレビ にほん人は何を食べてきたのか？ （フジテレビ、2018年9月8日・9日）- 食堂長
  - FNS27時間テレビ にほんのスポーツは強いっ! （フジテレビ、2019年11月2日・3日）- 給水所長
  - FNS27時間テレビ 鬼笑い祭（フジテレビ、2023年7月23日）- 『有吉ダマせたら10万円』司会進行
- バカリズム辞典 ～ニューワードの1ページを刻む～（関西テレビ、2011年10月6日・13日） - MC
- オフラインチェックTV（フジテレビ、2012年10月3日）- 監督
  - OV監督（フジテレビ、2013年12月7日）- 監督
- NHK番組たまご「ひらめき伝脳ゲーム ピカッチ!」（NHK総合、2012年10月4日） - 「男性チーム」キャプテン
- IPPONスカウト（フジテレビ、2012年11月17日 - 2017年5月6日） - MC
- 有吉反省会（日本テレビ、2012年12月26日・2013年4月6日）- 反省見届け人
- 苦手だっていいじゃない。（テレビ朝日、2012年12月30日・2013年3月29日）
- ザ ルナー・ソサエティ（東海テレビ、2013年1月2日） - MC
- 有吉のバカだけど…ニュースはじめました（テレビ東京、2013年4月2日 - 2015年4月17日）- コメンテーター
- 独創王（毎日放送、2013年5月26日・6月2日） - MC
- ヘンないきもの（フジテレビ、2013年6月11日 - 2016年10月4日） - MC
- 有吉・バカリズムの蜜室&毒室 ～芸能人裏の顔のぞき部屋～（フジテレビ、2013年7月2日） - MC
- 奇人賢人（TBS、2013年7月10日） - ゲストMC
- 番組バカリズム（NHK BSプレミアム、2013年7月19日 - 2018年6月3日）
- バカと科学者の蜜談 空飛ぶ車…不老不死… ソレ、全部デキてます（TBS、2013年10月3日） - キャスター
- 大人のケンカ（日本テレビ、2013年10月9日） - MC
- ザ・コトバスターズ 〜とはいえ、世界は言葉でできている〜 （フジテレビ、2013年10月10日） - コトバスター
- Mr.クエッチョン（フジテレビ、2013年12月29日・2014年8月23日） - 司会
- ワールドワイドワーク ～世界でお仕事くらべるTV～（テレビ朝日、2014年1月25日） - MC
- バカリ・山里・若林と坂上忍の日本の怒り呑み込みます!（日本テレビ、2014年2月16日） - MC
  - ヨロシクご検討ください（日本テレビ、2014年10月7日 - 2017年4月10日） - MC
- カウントアップ 気になる数字を数えてみた（日本テレビ、2014年3月9日 - 9月26日） - MC
- そんなバカなマン（フジテレビ、2014年4月2日 - 2016年1月1日） - MC
  - そんなバカな動物番組（フジテレビ、2017年3月27日）- MC
  - バナナバカリの毒だし女新年（フジテレビ、2019年1月1日）- MC
  - 開運!!バナナバカリぶらり（フジテレビ、2020年1月1日）- MC
  - バナナバカリの初芸人（フジテレビ、2021年7月4日）- MC
- 珍日本セキララMAP（フジテレビ、2014年5月10日） - 見届け人
- ゼロイチ!（日本テレビ、2014年5月11日・2015年5月8日） - MC
- 芸能人ですよ旅（日本テレビ、2014年6月8日 - 2015年10月5日） - MC
- 卒業文集の夢、叶いましたか? ～夢の答え合わせバラエティ～（テレビ東京、2014年7月7日 - 28日） - MC
- 拡散希望中!（テレビ朝日、2014年9月27日） - MC
- 仕返さナイト（テレビ朝日、2014年11月23日 - 2015年3月27日） - MC
- プロ野球遺産認定会議（テレビ東京、2014年12月25日） - 判定人
- THEビッグチャンス ～夢のクリエイターオーディション～（フジテレビ、2014年12月29日・2015年8月4日） - コメンテーター
- バカリ・大吉・SHELLYの一週間日記つけてくれませんか？（CBCテレビ、2015年3月21日 - 9月25日） - MC
- バカリズムのとりあえず相談室 ～日本のリアルお悩み集めてきました〜（フジテレビ、2015年3月25日）- MC
- 極バラ「地球あやうし!バカリズムの奇々怪々裁判」（TBS、2015年4月8日） - MC
- 変ラボ（日本テレビ、2015年7月21日 - 2016年1月11日）- 調査員
- QUIZジショモン（日本テレビ、2015年7月26日 - 2017年1月28日） - MC
- ソコアゲ★ナイト「超シリトリアル」（テレビ東京、2015年8月3日 - 24日） - MC・プレイヤー
- クイズ昔は当たり前!?（TBS、2015年9月12日） - MC
- 2030年 家族がなくなる?（NHK総合、2015年10月3日） - MC
- みえちゃったテレビ（フジテレビ、2015年10月8日） - MC
- ズキュンワード（フジテレビ、2015年10月9日・2016年4月6日） - ズキュンワードを考える人→ZQNの会メンバー
- 有吉弘行のドッ喜利王（TBS、2015年10月21日） - 大喜利ブロックMC
- ネプ&ローラの爆笑まとめ!（TBS、2015年11月28日 - 2017年12月21日）
- 爆笑問題の検索ちゃんネタ祭り（テレビ朝日、2015年12月25日 - 2016年12月23日・2024年12月27日）
- 芸人キャノンボール（TBS、2016年1月1日・8月24日）- 「おぎやはぎチーム」メンバー
- ドリーム東西ネタ合戦（TBS、2016年1月1日 - 2023年1月1日）- 東軍・西軍メンバー
- あの頃プレゼン これが私のあった!あった!（毎日放送、2016年3月22日） - MC
- UWASAのネタ（日本テレビ、2016年4月24日・8月27日）
- 絵に描いたような、アレ（日本テレビ、2016年5月19日 - 2017年8月21日）- MC
- FNSソフト工場「退化論 ～消えゆくモノも良いモノじゃんTV～」（石川テレビ、2016年6月22日） - 研究所リーダー
- 金曜プレミアム「訂正させてください 〜人生を狂わせたスキャンダル〜」（フジテレビ、2016年9月9日 - 2019年3月15日） - MC助手→進行
- バカリズムの大人のたしなみズム（BS日テレ、2016年11月17日・2017年7月23日）
- そんなバカなパイセンTV（フジテレビ、2016年12月19日） - MC
- 良かれと思って言わせて頂きます!（フジテレビ、2017年1月6日）- MC
- 笑×演（テレビ朝日、2017年1月6日 - 12月29日） - MC
- バカリズム&小峠の僕たちも福岡芸人だ!（テレビ西日本、2017年2月14日 - 2020年3月17日） - MC
- バカリズムの深掘り学（関西テレビ、2017年5月28日） - MC
- 女心がわかる男、わからない男。（日本テレビ、2017年10月22日・2018年2月7日）- MC
- THEナカマ（テレビ東京、2017年12月30日） - MC
- 美食倶楽部へようこそ 西郷どんの正月料理（NHK総合、2018年1月3日） - MC
- ネクストブレイク「発想力開花バラエティ コペルニクスのたね」（日本テレビ、2018年1月21日）- MC
- 世界に誇る50人の日本人 成功の遺伝史（日本テレビ、2018年3月5日・2019年3月4日）
- #笑う140字（テレビ朝日、2018年3月22日・29日） - MC
- プラチナイト「ご参考までに。」（日本テレビ、2018年4月2日 - 2019年10月1日） - MC
- バカリズムのそこスルーする?（フジテレビ、2018年4月4日 - 2019年3月25日） - MC
- ウンナン出川バカリの超!休み方改革（フジテレビ、2018年5月4日） - MC
  - こんな休日どうですか 内村バカリ南原出川が本気で考えた最高の旅（フジテレビ、2019年6月22日） - MC
- 有吉ダマせたら10万円（フジテレビ、2018年7月29日 - 2023年7月23日） - 司会進行
- 世界1億回!!再生動画 ベスト354ぜんぶ見る（テレビ東京、2018年10月4日） - MC
  - 世界1000万回動画再生ランキング全部見た（テレビ東京、2019年4月4日） - MC
- バカリズムの新説ハラスメント大事典（TVQ九州放送、2018年10月22日・29日） - MC
- 誰も調べた事がない日本語ランキング ニッポンねほりはほり（テレビ西日本、2018年10月28日・2019年9月15日）- MC
- ニュースな人の家が見てみたい!（日本テレビ、2018年11月4日） - MC
- ビストロ・アース〜未開拓食材バラエティ〜（フジテレビ、2019年1月3日・3月22日） - MC
- 業界調査バラエティー!こんな事でモメてます（テレビ東京、2019年4月9日・16日） - MC
- バカリズムの悪女伝説（NHK BSプレミアム、2019年4月13日・5月11日） - MC
- バカリズムのうがった平成百景（NHK BSプレミアム、2019年4月29日） - MC
- 実験結果バラエティー 規制解除!アンロック（NHK総合、2019年5月6日） - MC
- ダーレモシラナイ 〜爆笑! 日本の新知識〜（毎日放送、2019年5月25日・9月4日） - MC
- リリーさんとバカリさん（福岡放送、2019年7月7日 - 2020年10月31日） - MC
- 〜欲望解放グルメバラエティ〜 ワールドカロリーモンスター（読売テレビ、2019年12月26日） - MC
- ン年に1度!超貴重な瞬間!ありがタイミング（フジテレビ、2019年12月29日） - MC
- モンダイな条文?世界の“謎ルール”（NHK総合、2020年2月11日・8月27日） - MC
- バカリズムのクリエイティブ脳に迫る質問（日本映画専門チャンネル、2020年2月23日）
- バカリズム特番（フジテレビONE、2020年3月15日・10月30日） - MC
- ザ・ベストワン（TBS、2020年8月2日 - 2021年10月2日）
- シャカリズム（BSテレ東、2020年8月10日・2021年7月4日）- MC
- バカリ&秋山のしんどい家に生まれました!!（テレビ東京、2020年8月29日・2021年4月18日） - MC
- この人でしか買い付けられないモノがある! 冒険!ヤバイヤー（中京テレビ、2020年9月9日・2021年9月12日） - MC
- 世界 禁断の運び屋（フジテレビ、2020年9月24日） - MC
- お笑い脱出ゲーム（フジテレビ、2020年10月8日・2021年4月24日） - 主催者
- 挫折秘話ブルーヒストリア（NHK総合、2020年10月14日） - MC
- データがない!（関西テレビ、2020年12月27日 - 2021年6月22日） - MC
- バカリズムと仲里依紗のお悩み解決サロン だったらこうすりゃいーんじゃない?（毎日放送、2021年1月9日） - MC
- レギュラー番組への道「投稿 0〜3歳 珍プレーキッズ2021冬」（NHK BSプレミアム、2021年1月12日）- MC
- サンバリュ（日本テレビ）
  - 隣のホラー女子 〜芸能人がゾッとする裏の顔〜（2021年1月31日）- MC
  - バカリズムの新経済バラエティー マネたいMONEY（2021年9月19日） - MC
  - 歌のシン・トップテン（2022年11月6日・2023年5月14日） - MC
  - 変顔スパイ（2024年7月21日）- MC
  - バカリ・山里の操縦AWARD（2025年4月13日）- MC
  - バカリ×風磨×ヒエラルキー 〜元アイドルの序列を考えてみました〜（2025年6月15日）- MC
  - ニッポン井戸端サミット（2025年6月29日）- MC
- バカサシ 〜バカなものサシ〜（朝日放送、2021年3月7日 - 21日） - MC
- 笑いの創造神たち（NHK総合、2021年3月20日）- 見守り役
- もしも師 〜新お仕事提案ショー〜（テレビ朝日、2021年4月7日・2022年1月4日） - MC
- 矢作・バカリのソコホル!?〜言われてみれば気になるアレ大調査〜（朝日放送、2021年5月2日 - 23日） - MC
- 勝手に!漫画アワード（朝日放送、2021年7月10日 - 2023年6月24日） - MC
- ミリオンバイヤー（朝日放送、2021年9月5日 - 26日） - MC
- 有働由美子とフカボリ記者（日本テレビ、2021年9月18日 - 2022年12月14日） - MC
- 1ミリ革命（NHK総合、2021年9月23日） - 1ミリ革命委員会メンバー
- 有吉×怪物（日本テレビ、2021年9月29日）- 怪物パネラー陣
- Eラボ（フジテレビ、2021年10月2日 - 2022年9月29日）- MC
- バラエティ司会者芸人夢の共演スペシャル（テレビ朝日、2021年11月7日・2024年2月17日）- コーナーMC
- 学ぼう!マンガ大学院（テレビ朝日、2021年11月20日）- MC
- ここにタイトルを入力（フジテレビ、2021年12月2日・2022年4月26日）- コーナーMC
- NETAMI（日本テレビ、2021年12月11日 - 2022年3月20日） - MC
- 人生がテストだったら…これ絶対出るから!本当にあったジージとバーバのスゲー話（テレビ東京、2022年1月3日） - MC
- もしも師 〜新職業提案バラエティ〜（テレビ朝日、2022年1月4日）- MC
- 最強!衝撃映像147連発!! スタッフが3743本見た中から超厳選!ランキング（テレビ東京、2022年1月6日）- 進行
- 九州沖縄○○すぎる!選手権（NHK福岡放送局・NHK沖縄放送局、2022年1月28日・2023年1月27日）- MC・審査委員長
- 私のバカせまい史（フジテレビ、2022年2月26日 - 11月17日）- MC
- むちゃマン（NHK総合、2022年2月27日 - 3月21日） - MC
- バカリと大悟の人類極限クイズ（日本テレビ、2022年3月13日 - 7月16日） - MC
- ポテンシャル研究所（日本テレビ、2022年3月27日 - 10月18日） - チーフ研究員
- 行列ゲット1000人旅（TBS、2022年4月12日・5月19日） - MC
  - 行列ゲット旅（TBS、2022年11月21日） - MC
- 相葉雅紀の人生クイズ 〜クイズ監修バカリズム〜（テレビ東京、2022年5月29日 - 2023年4月26日） - 進行・クイズ監修
- ホンシェルジュ・バカリズム（フジテレビ、2022年7月6日） - MC
- アブノーべルSHOW これがまさかの大発見!?（RKB毎日放送、2022年7月10日・2024年7月7日） - MC
- 天才たちのドッキリ 叡智のムダ使い（TBS、2022年7月23日 - 2024年5月15日） - MC
- お笑いTake2（日本テレビ、2022年8月5日）- MC
- このランキング異議アリ!（TBS、2022年8月8日 - 12月1日） - 審議委員長
- 集まれ!内村と○○の会（TBS、2022年9月2日・2023年1月2日）- 「野」の会メンバー
- もったいない百貨店（テレビ朝日、2022年9月4日）- 秘書
- ドキュメント20min.「タイトルだけは決まってる」（NHK総合、2022年9月5日）- MC
- バカリズムのニッポン巨大化さんぽ（関西テレビ、2022年9月17日） - MC
- シンにっぽん人物伝（日本テレビ、2022年9月18日・12月20日） - MC
- バカリ山内の笑にもすがる（関西テレビ、2022年11月26日・2023年6月20日） - MC
- オモグラフ品評会（テレビ朝日、2022年12月29日）- MC
- 火曜NEXT!「shaddow」（フジテレビ、2023年2月21日・28日）- MC
- 田中圭の俳優ホン打ち（フジテレビ、2023年3月29日 - 31日） - 見守り役
- モクバラナイト（TBS）
  - 良い子はマネしないでね バラエティ 特殊な訓練受けてますので!（2023年6月8日・15日） - MC
  - バカ無双GP（2023年10月26日・11月2日） - MC
  - ネタフリックス（2023年12月21日・2024年1月11日） - MC
- お笑いエスポワール号（TBS、2023年6月22日 - 2024年1月4日） - 主催者 マスターヒデ
- バカリズムのなつかCMクイズ あ～コレ何だっけ？（テレビ東京、2023年6月30日） - MC
- バカリズムと欲望喫茶（テレビ朝日、2023年7月8日 - 12月23日） - MC
- 日本でいちばん明るい賞レース 耳心地いい-1グランプリ（TBS、2023年8月23日） - 審査員
- 令和!美食アカデミー 〜since 2009〜（テレビ朝日、2023年9月9日・12月25日）- MC
- 楽しくニュースを詠む 川柳9会（テレビ朝日、2023年9月30日・12月17日）- 進行→MC補佐
  - 川柳9会 夜の部（テレビ朝日、11月11日 - 25日）- MC
- 第74回NHK紅白歌合戦（NHK総合・ラジオ第1、2023年12月31日） - 審査員[103]
- バカリもビビる!? 設計浪漫（BSフジ、2024年4月27日）- MC
- 鉄道ちょい旅バラエティー テッツGO!（NHK総合、2024年5月15日） - MC
- 土曜プレミアム「上田晋也の芸人トーク検定」（フジテレビ、2024年5月25日・12月21日）- 見届け人
- THE密着 3つの視点で見てみたら･･･（日本テレビ、2024年6月23日・12月30日）- MC
- 月バラナイト「特選!超快適バカンス 2024夏in那須塩原」（TBS、2024年8月12日） - 幹事
- バカリサーチ社（テレビ西日本、2024年9月8日） - 社長
- バカリズムのバカ動画（フジテレビ、2025年1月2日） - MC
- 出川哲朗のこの先どうなる?（毎日放送、2025年1月2日・5月21日）
- 怒りん坊将軍（TBS、2025年5月20日・27日）
- 不思議体験ファイル 信じてください!!（関西テレビ、2025年6月24日）- 信じて委員会 メンバー
- 27FILMS（関西テレビ、2025年7月7日）- MC
- バカリズムの10文字ホラー（テレビ東京、2025年8月26日・9月2日）- MC

### WEB番組
- 溜池Now（GyaO、2006年5月 - 2008年11月） - 増田ジゴロウ・早乙女おろちの声を担当、本人出演の回もある
- みんなのルール（TV&Smil]e、2008年）
- GyaOジョッキー「ねこずらしの!!「ねこ戻し」」（GyaO、2007年3月 - 7月） - MC
- MIDTOWN TV金曜「えみり・ジェンヌ」（GyaO、2007年7月27日 - 11月） - MC
- ホワイトボードTV陽（Ustream、2010年4月5日 - 2011年3月）
- 大御利〜大御所芸能人たちの大喜利バトル〜（BeeTV、2012年） - MC
- 青春バカリズム（テレ朝動画、2016年5月 - 10月） - MC
- 必殺!バカリズム地獄（AbemaTV、2017年3月19日・4月7日 - 2018年6月29日） - MC
- 大脱出（シーズン1:2023年2月22日 - /シーズン2:2024年4月24日 - 、DMM TV） - MC [104]

### ラジオ番組
パーソナリティー担当
- エレ片のコント太郎（TBSラジオ、2007年3月2日・2008年2月20日） - 片桐仁（当時ラーメンズ）の代役
- バカリズムのオールナイトニッポン（ニッポン放送、2012年8月29日、2017年11月28日、2018年8月27日、2025年5月26日）
  - バカリズムのオールナイトニッポンGOLD（ニッポン放送、2012年10月12日、2013年5月3日・10月7日 - 2015年9月21日）
  - バカリズムのオールナイトニッポンpremium（ニッポン放送、2018年1月11日 - 3月22日）
- バカリズムのトイレとラジオ（ニッポン放送、2015年9月23日）
- 土曜ワイドラジオTOKYO ナイツのちゃきちゃき大放送（TBSラジオ、2022年1月29日） - ナイツの代役
- オールナイトニッポン55周年記念 オールナイトニッポン55時間スペシャル「ウッチャンナンチャンのオールナイトニッポン」（ニッポン放送、2023年2月18日）
- 出川哲朗のオールナイトニッポン（ニッポン放送、2023年8月17日）
- 陣内智則とバカリズムのオールナイトニッポン（ニッポン放送、2023年9月11日）

### テレビドラマ
- 武蔵 MUSASHI（NHK総合、2003年5月） - コンビ時代。升野・松下両名出演。
- ボイスレコーダー〜残された声の記録-ジャンボ機墜落20年目の真実（TBS、2005年8月12日） - コンビ時代。升野・松下両名出演。
- 連続テレビ小説「ファイト」（NHK総合、2005年3月 - 10月） - コンビ時代。升野のみ出演、竹中雅彦 役
- イケ麺新そば屋探偵〜いいんだぜ!〜 第11話（日本テレビ、2009年9月16日）
- オトメン（乙男）〜秋〜 第2話（フジテレビ、2009年10月20日）
- ウレロ☆シリーズ（テレビ東京、2011年 - ） - 升野 役
  - ウレロ☆未確認少女（2011年10月 - 2011年12月）
  - ウレロ☆未完成少女（2012年7月 - 2012年10月）
  - ウレロ☆未体験少女（2014年1月 - 2014年3月）
  - ウレロ☆無限大少女（2016年1月 - 2016年3月）
  - ウレロ☆未開拓少女（2019年12月2日 - 12月23日※全4回）
- 私と彼とおしゃべりクルマ（フジテレビ、2012年9月22日・29日） - 田所勇作 役
- 世にも奇妙な物語 2012年 秋の特別編「来世不動産」（フジテレビ、2012年10月6日） - 不動産屋 役、主演兼脚本
- ゴーイング マイ ホーム（2012年10月9日 - 12月18日、関西テレビ制作・フジテレビ系） - 小林悟 役
- 花のズボラ飯（毎日放送制作・TBS系、2012年10月23日 - 12月25日） - ゴロさん 役（声の出演）
- リアル脱出ゲームTVシリーズ（TBS、2013年 - 2014年） - 主演・謎男 役
  - リアル脱出ゲームTV（2013年1月1日）
  - リアル脱出ゲームTV the Chase（2013年4月6日）
  - リアル脱出ゲームTV Sky High（2013年8月14日）
  - リアル脱出ゲームTV X game（2014年1月3日）
  - リアル脱出ゲームTV（2014年4月24日 - 6月26日）
- ひとり交換日記（TSUTAYA限定DVD、2013年2月25日） - 主演・黒田鉄也役
- 謎解きはディナーのあとで スペシャル〜風祭警部の事件簿〜（フジテレビ、2013年8月2日） - 佐藤薫 役
- おやじの背中 第1話（TBS、2014年7月13日） - 奥住 役
- 素敵な選TAXI（関西テレビ、2014年10月 - 12月） - 迫田宏 役、兼脚本
  - 素敵な選TAXIスペシャル〜湯けむり連続選択肢〜（関西テレビ、2016年4月5日） - 迫田宏 役、兼脚本
- 容疑者は8人の人気芸人（フジテレビ、2015年4月18日） - 本人 役
- かもしれない女優たち（フジテレビ、2015年6月23日） - 本人 役、兼脚本
- 日曜劇場 下町ロケット（TBS、2015年10月 - 12月※後半パートからの出演）- 横田信生 役
- 桜坂近辺物語（フジテレビ、2016年3月7日 - 10日） - 本人 役、兼脚本[105]
- 毒島ゆり子のせきらら日記（TBS、2016年5月25日・6月1日・8日） - 真田 役
- ほんとにあった怖い話 夏の特別編2016 「呪いの絵馬」（フジテレビ、2016年8月20日） - 主演・小島洋介 役[106]
- 黒い十人の女（読売テレビ、2016年9月 - 12月） - 声の出演、兼脚本[107]
- 住住（season1：日本テレビ、2017年1月 - 3月、season2︰hulu、2020年4月 - 5月、season3︰2021年4月 - ） - 兼原案・脚本[108]
- ドラマW 稲垣家の喪主（WOWOWプライム、2017年3月18日） - 稲垣宙太 役
- 架空OL日記（読売テレビ、2017年4月 - 6月） - 主演・升野英知 役（本名で出演）。兼原作・脚本[109]
- FNS27時間テレビ2017『僕の金ヶ崎』（フジテレビ、2017年9月10日）- 服部半蔵 役 兼脚本
- ヒーローを作った男 石ノ森章太郎物語（日本テレビ、2018年8月25日） - 手塚治虫役
- tourist ツーリスト 第3話 ホーチミン篇（WOWOWプライム、2018年10月8日） - 立花タケト役
- スキャンダル専門弁護士 QUEEN（フジテレビ、2019年1月10日 - 3月14日） - 鈴木 太郎役。キャラクター監修も担当
- 緑山家の朝（日本テレビ、2019年10月22日 - 10月28日） - 緑山 貴志役、兼脚本
- LIFE!スペシャル 忍べ!右左エ門（NHK総合、2019年12月26日） - 番頭・文七役
- 殺意の道程（WOWOWプライム、2020年11月9日 - 12月21日） - 主演・吾妻 満役、兼脚本
- イチケイのカラス（フジテレビ、2021年5月10日） - 岸田 茂役
- アンラッキーガール!（読売テレビ・日本テレビ、2021年10月7日 - 12月9日） - 語り役/福良亮介 役
- ノンレムの窓（日本テレビ、2022年4月5日） - 窓先案内人・ 役 兼原案・脚本[110]
  - ノンレムの窓 2022・秋（日本テレビ、2022年10月9日） - 窓先案内人 役 兼原案・脚本[111]
  - ノンレムの窓 2023・新春（日本テレビ、2023年1月7日） - 窓先案内人 役 兼原案・脚本
  - ノンレムの窓 2023・夏（日本テレビ、2023年7月8日） - 窓先案内人 役 兼原案・脚本[112]
  - ノンレムの窓 2023・冬（日本テレビ、2023年12月25日） - 窓先案内人 役 兼原案・脚本[113]
  - ノンレムの窓 2024・春（日本テレビ、2024年3月31日） - 窓先案内人 役 兼原案・脚本[114]
  - ノンレムの窓 2025・新春（日本テレビ、2025年1月5日） - 窓先案内人 役 兼原案・脚本[115]
- ブラッシュアップライフ（日本テレビ、2023年1月8日 - 3月12日） - 死後案内所の受付係 役 兼脚本[116]
- イップス（フジテレビ、2024年4月12日 - 6月21日） - 主演・森野徹 役（篠原涼子とW主演）[117]

### WEBドラマ
- 101枚目のプロポーズ（Fotonoma）全12話

### 映画
- がんばっていきまっしょい（東映、1998年）
- モダンレコーディング!（東京ネットムービーフェスティバル2006年特別企画、監督：中山勇樹） - 主演
- 映画紙兎ロペ つか、夏休みラスイチってマジっすか!?（2012年5月12日公開、アニメ映画） - 怪盗デビルキャッツ・ボス猫（声）、声優初挑戦。
- バカリズム THE MOVIE（2012年5月26日公開） - 監督・脚本・主演のオムニバスコメディ映画。全5編構成。同名のテレビ番組でメイキングドキュメントを放送。
- ハンガー・ゲーム（2012年9月28日日本公開） - セネカ・クレーン〈ウェス・ベントリー〉 役（声）、日本語吹き替え初挑戦。
- ゴッドタン キス我慢選手権 THE MOVIE（2013年6月28日公開）
- チーム・バチスタFINAL ケルベロスの肖像（2014年3月29日公開） - 渡辺金之助 役
- 闇金ウシジマくん Part2（2014年5月16日公開） - 下村 役
- スマホを落としただけなのに（2018年11月2日公開） - 小柳 役
- トラさん〜僕が猫になったワケ〜（2019年2月15日公開） - 裁判長 役
- 劇場版架空OL日記（2020年2月28日公開） - 主演・升野英知 役、兼脚本
- STAND BY ME ドラえもん 2（2020年11月20日公開、アニメ映画） - ナカメグロ（声） 役[118]
- 劇場版 殺意の道程（2021年2月5日公開） - 主演・吾妻満 役、兼脚本
- 地獄の花園（2021年5月21日公開） - 上司 役 ※カメオ出演、兼脚本
- 隣人X 疑惑の彼女（2023年12月1日公開） - 月村祐一 役[119]

### MV
- 堂島孝平『俺は、ゆく』ミュージックビデオ -主演（2014年3月26日発売のアルバム『フィクション』収録）
- 高橋優『明日はきっと良い日になる』ミュージックビデオ（2015年6月10日発売）

### 舞台
- 『東芝FRESH TICKET presents 光が丘大サーカス〜サーカスのできない人たち〜』（2002年9月16日/光が丘IMAホール） - 共演：バナナマン、おぎやはぎ、劇団ひとり、エレキコミック、スピードワゴン、アルファルファ
- 『空飛ぶ雲の上団五郎一座「キネマ作戦」』（2004年7月2日/シアターアプル） - 日替わりゲスト枠で登場。同じ枠として参加したのはドランクドラゴン、バナナマン、おぎやはぎ、エレキコミック、くりぃむしちゅー
- 『舞台 ウレロ☆未公開少女』（2013年3月2日〜3日/六本木ブルーシアター）
- 『舞台 ウレロ☆未解決少女』（2015年1月31日、2月1日/Zeppブルーシアター 六本木）
- 『舞台 ビットワールド THE STAGE』（2025年7月4日 - 13日〈予定〉、サンシャイン劇場） - シカッキー / マスーニョ 役（映像出演）[120]

### CM
- Mr.&Mrs. スミス DVD（2006年3月 - 4月）
- 日産自動車 キューブ WebCM（2008年7月 - ） - トツギーノ日産Cube篇
- イオン銀行（2008年7月 - 8月）
- NTTドコモ東海（2008年8月）
- オエノンホールディングス「焼酎グランブルー」（2008年10月 - 12月）
- タカラトミー プリンタ一体型デジタルカメラ「xiao（シャオ）」（2008年11月28日 - ） - 声の出演
- 日清食品「GooTa」（2009年1月 - ）
- 日本コカ・コーラ 爽健美茶「爽食卓」（2010年4月 - ）
- ソニー・コンピュータエンタテインメント PlayStation 3「世界万能対談」（2010年7月 - ） - 声の出演・PS3役
- ソニー・ミュージックエンタテインメント （日本） いきものがかり「いきものばかり」（2010年11月 - ）
- サントリー白い金麦（2012年4月 - ）
- 日産ドラマinドラマ（フジテレビ系列「土ドラ」枠限定CM）
  - 日産ドラマinドラマ（2012年10月 - 12月） - 助手席の男（狩守升野英知）役
  - 日産ドラマinドラマ シーズン2「あなたが追いつめる バカリーズムの兄弟」（2013年1月 - 3月） - 良知 / 英知 / 末知 / 貞知 役
  - 日産ドラマinドラマ シーズン3「間違えてバカリの男」（2013年4月 - 6月） - ヒデ（テルオ） 役
  - 日産ドラマinドラマ シーズン4「バカリくんと7人の美女」（2013年8月 - 9月） - バカリくん 役
  - 日産ドラマinドラマ シーズン5「バカリー・トラップ」（2013年10月 - 12月） - 研究員の男 役
- リクルート 「ゼクシィ」（2013年5月 - ）
- ソニーモバイルコミュニケーションズ『Xperia』（2013年7月）
- ANA「日本人のイメージ、変えちゃおうぜ。」（2014年1月）
- グラクソ・スミスクライン コンタック鼻炎Z（2014年2月 - ）
- ACジャパン2014年度支援キャンペーン - ナレーション（2014年4月 - ）
- 日経電子版「部長と俺」「彼女と俺」篇（2015年4月 - ）
- ロッテクーリッシュ（2015年5月 - ）
- エン・ジャパン「エン転職」（2015年6月 - 2023年7月）
- 任天堂「スーパーマリオメーカー」（2015年8月 - ）
- 大王製紙キレキラ!「秘訣」篇（2015年9月 - ）ダンス篇（2016年9月 - ）
- 日本マクドナルド 「名前募集バーガー」（2016年1月 - ）
- 中山競馬場 PR大使（2016年2月 - ）
- トヨタ自動車「タンク」（2016年11月 - ）
- 任天堂「スーパーマリオメーカー for ニンテンドー3DS」（2016年11月 - ）
- アサヒ飲料「カラダカルピス」（2017年4月 - ）
- SMBCコンシューマーファイナンス「プロミス」（2018年7月 - ）
- 江崎グリコ「神戸ローストショコラ」（2018年9月 - ）
- クラシエホームプロダクツ「スキンケアブランド ラメランス」（2018年9月 - ）
- 任天堂「スーパーマリオメーカー2」（2019年6月 - ）
- 厚生労働省「新型コロナウイルス STOP!感染拡大」 - ナレーション（2020年5月 - ）
- ライオン「ソフランプレミアム消臭 ウルトラゼロ バカリズムのニオイ解決相談所」（2021年5月 - ）
- 大正製薬「ナチュラルケアタブレット」「プレミアムケア おどろきのお茶」（2021年7月 - 2022年 ）
- コクヨ株式会社「コクヨのヨコク」（2023年4月 - 2025年）
- UCC上島珈琲「UCC GOLD SPECIAL PREMIUM」（2023年10月 - 2024年）
- エイチ・アイ・エス（2023年11月 - ）[121]
- MOTA「車買取」（2023年12月 - ）
- サンヨー食品「サッポロ一番 みそラーメン」（2025年4月 - ）[122]
- AOKI「TRY! パジャマスーツ2人MIX」（2025年4月 - ）

## コンビ時代の出演

### テレビ

#### レギュラー番組
- P-STOCK（フジテレビ、1996年4月 - 6月）
- 突撃!お笑い風林火山（フジテレビ、1997年5月 - 9月）
- 笑う犬（フジテレビ、1998年 - 2003年）
- ブレイクもの!（フジテレビ、1998年）
- 爆笑オンエアバトル（NHK総合、1999年4月17日 - 2003年10月17日）戦績10勝13敗 最高525KB
  - 1位から10位まで全ての順位を獲得している。全順位を経験したのはほかにインスタントジョンソン、ハレルヤ、チョップリンのみ。
  - オフエア回数13回はワースト4位[123]の記録となっている。
  - チャンピオン大会出場経験のある組の中で2番目に勝率が低いコンビである。また10勝以上経験者、20回以上出場経験があるコンビの中でも最も勝率が低く、連勝数が少ない。さらに10回以上オンエアした芸人の中で獲得平均KB数が最も低い。(平均328KB)
  - 一度落ちたコントを再度かけ直しての挑戦を何度もしており、23回の挑戦中8回・4つのネタ(「音テニス」・「怒ると……」・「憎しみの雨」・「友人がアイロン」)をかけ直している。しかし4つ中リベンジに成功したのは半分の2つのネタのみ(「音テニス」「怒ると……」)であり、かけ直したネタの勝率のみ見ると8戦2勝6敗とかなり苦戦していた。
  - また第1回チャンピオン大会でも、通常回で披露した「屋上」をアレンジして挑戦。
  - 2003年10月17日放送分での出場が最後となり、番組を卒業。なお劇団ひとり、村田渚などのようにコンビ解散後もピンで当番組に出場することは一度も無かった。また松下の引退もあり、卒業して以降オンバト関連の特番にも出演していない。
  - 1999年度（4勝4敗）
    - 第1回チャンピオン大会 予選5位敗退

  - 2000年度（3勝2敗）
    - 2000年8月26日放送分で『ラジオ挫折第一』を披露、自身最高の525KBを獲得

  - 2001年度（2勝2敗）
  - 2002年度（1勝2敗）
    - 2002年9月7日放送分で『ラジオ挫折第二』を披露、501KBを獲得

  - 2003年度（0勝3敗）
  - サマースペシャル ゲスト出演（2004年7月31日）
- バクマリヤ（フジテレビ、1999年4月 - 1999年9月）
- 笑う子犬の生活（フジテレビ、1999年10月 - 2000年7月）
- 桂芸能社（TBS、2000年4月 - 2002年9月）
- 笑う子犬の生活R（フジテレビ、2000年8月 - 2001年4月3日）
- 超V.I.P.（フジテレビ、2001年9月26日 - 2002年1月28日）
- 軟式放送部エレバカ!（BS日テレ、2003年4月 - 2004年3月）エレキコミックとの冠番組
- ピロピロミッチの宇宙クイズ!（サイエンスチャンネル、2003年9月） - 升野のみ。
- U-CDTV（TBS、2003年11月7日 - 2004年9月17日）「O-CDTV」のコーナーに出演。
- 虎の門（テレビ朝日、2004年4月9日 - 2005年11月11日） - コンビ解散後も升野のみ出演。

#### 単発・特番出演
コンビ時代の希少情報のため
- TICOS（TBS、1996年）
- AHERA（テレビ朝日、1996年）
- NEXT TV（フジテレビ、1996年）
- スーパージョッキー（日本テレビ、1996年6月）
- お笑いダンクシュート（NHK総合、1997年8月11日）
- ウンナンのホントコ!（TBS、1999年3月）
- サンデージャングル（テレビ朝日、1999年12月）
- ギャグコレ!!（TBS、2000年6月15日）
- 笑う闘犬の雄叫び（フジテレビ、2000年10月4日）
- 新春かくし芸大会（フジテレビ、2001年1月1日）
- ウッチャンナンチャンの炎のチャレンジャー これができたら100万円!!（テレビ朝日、2001年1月2日）
- 見逃すな!!緊急放送決定!!お笑いライブ会議。（BS日テレ、2002年7月27日）
- ウッチャンナンチャンのお笑いバトル（TBS、2002年12月28日・2003年12月30日）
- エンタの神様（日本テレビ、2003年5月17日・7月26日）キャッチコピーは「お笑い界の革命児」→「お笑い界のトップアスリート」
- 新・出動!ミニスカポリス（テレビ東京、2003年6月3日）
- BS笑点（BS日テレ、2003年11月）
- 新春お笑いネタの祭典2004（日本テレビ、2004年1月1日）
- 第1回お笑いホープ大賞（フジテレビ、2004年1月10日）
- イエヤス（CBCテレビ、2004年2月）
- 男おばさん（フジテレビ、2004年3月26日）
- 新ネタ満開 笑う春休み〜ザ・テレビ演芸2004春 （テレビ朝日、2004年3月30日）
- デビルサイコロジー（フジテレビ、2004年4月24日）
- ゼベック・オンライン（TOKYO MX、2004年7月・2005年2月）
- 潜入（秘）スクープ!ドラマの裏側「南くんの恋人」ヒミツ大追跡! （テレビ朝日、2004年7月3日）
- お台場冒険王パパ1グランプリ（フジテレビ、2004年7月28日）
- 24時間テレビ（日本テレビ、2004年8月21日）
- 笑いの金メダル（ABC朝日放送、2004年9月17日）
- シブスタ S.B.S.T（テレビ東京、2004年9月30日・12月1日）
- 笑いがいちばん（NHK総合、2005年9月18日）
- バリオク!（日本テレビ、2005年11月7日） - 升野のみ

### ラジオ
- 木曜UP'Sねたばん〜バカリズムのラジカリズム〜（TBSラジオ、1997年）
- バカリズムZ（有線放送ラジオ、1999年12月3日 - 2000年3月31日）

## 作品

### 脚本作品
- ウレロ☆シリーズ
  - ウレロ☆未確認少女　第8話（テレビ東京、2011年11月25日）兼出演
  - ウレロ☆未完成少女　第8話（テレビ東京、2012年9月7日）兼出演
  - ウレロ☆未体験少女　第8話（テレビ東京、2014年2月28日）兼出演
  - ウレロ☆無限大少女　第8話（テレビ東京、2016年2月26日）兼出演
- バカリズム THE MOVIE（東京・シネマート六本木にて2012年5月26日 - 27日・6月2日 - 3日・9月22日 - 23日公開、大阪・シネマート心斎橋にて2012年9月22日 - 23日公開、福岡・ユナイテッドシネマキャナルシティ13にて2012年9月22日 - 28日公開）兼出演
- 世にも奇妙な物語 2012年 秋の特別編「来世不動産」（フジテレビ、2012年10月6日）兼出演
- 素敵な選TAXI（関西テレビ、2014年10月 - 12月）兼出演
  - 素敵な選TAXIスペシャル〜湯けむり連続選択肢〜（関西テレビ、2016年4月5日）兼出演
- かもしれない女優たち（フジテレビ、2015年6月23日）兼出演
  - かもしれない女優たち2016（フジテレビ、2016年10月10日）
- 桜坂近辺物語（フジテレビ、2016年3月7日 - 10日）兼出演
- 黒い十人の女（読売テレビ、2016年9月29日 - 12月1日）兼 声の出演
- 住住（日本テレビ、2017年1月 - 3月）兼出演
  - 住住Season2（Hulu、2020年4月18日配信開始※全6話）兼出演
  - 住住Season3（Hulu、2021年4月25日配信開始※全10話） 兼出演
  - 住住Season4（Hulu、2022年10月1日配信開始※全4話） 兼出演
- 架空OL日記（読売テレビ、2017年4月 - 6月）兼出演
  - 劇場版架空OL日記 - 2020年2月28日公開。兼出演
- FNS27時間テレビ2017（フジテレビ、2017年9月10日）
  - 『僕の金ヶ崎』兼出演
  - 『私たちの薩長同盟』
- アイキャラ「ひらがな男子」シリーズ
  - 『ゲームアプリ　ひらがな男子 -いつらのこゑ- 』（Apple Store・Google Playで2017年10月4日配信開始） - 原案担当
  - 映画 「劇場版 ひらがな男子 〜序〜」（2018年5月11日公開）
  - 舞台「ひらがな男子」（2018年7月20日 - 7月29日、AiiA 2.5 Theater Tokyo）
- 生田家の朝（日本テレビ、2018年12月10日 - 12月26日、2019年10月1日 - 10月21日）
- 緑山家の朝（日本テレビ、2019年10月22日 - 10月28日）兼 声の出演
- スキャンダル専門弁護士 QUEEN（フジテレビ、2019年1月10日 - 3月14日）- キャラクター監修担当、兼出演
- 長澤まさみTV（NHK BSプレミアム、2020年1月22日）兼出演 [125]
- 殺意の道程（WOWOWプライム、2020年11月9日 - 12月22日）兼出演
  - 劇場版 殺意の道程（2021年2月5日公開）兼出演
- 映画「地獄の花園」（2021年5月21日公開）兼カメオ出演
- TBSスター育成プロジェクト 私が女優になる日_（TBS、2021年7月17日・24日）演技課題オリジナル脚本[126]。以前にもゲスト審査員出演。
- 映画「ウェディング・ハイ」（2022年3月12日、松竹）
- ノンレムの窓（日本テレビ、2022年4月5日） 原案・第1話「私達の恋」脚本担当、兼出演
  - ノンレムの窓 2022・秋（日本テレビ、2022年10月9日） 原案・第1話「未来から来た男」脚本担当
  - ノンレムの窓 2023・新春（日本テレビ、2023年1月7日） 原案・第1話「匿う男」脚本担当
  - ノンレムの窓 2023・夏（日本テレビ、2023年7月8日）原案・第1話「夕暮れ時の葛藤」脚本担当
  - ノンレムの窓 2023・冬（日本テレビ、2023年12月25日）原案・第1話「野﨑さんの夢」脚本担当
  - ノンレムの窓 2024・春（日本テレビ、2024年3月31日）原案・第1話「有終の美」脚本担当
  - ノンレムの窓 2025・新春（日本テレビ、2025年1月5日）原案・第1話「前の車を追ってください」脚本担当
- ブラッシュアップライフ（日本テレビ、2023年1月8日 - 3月12日）兼出演
- ケンシロウによろしく（DMM TV、2023年9月22日配信/テレビ東京、2024年2月21日 - 3月28日）
- 侵入者たちの晩餐（日本テレビ、2024年1月3日）
- ホットスポット（日本テレビ、2025年1月12日 - 3月16日）
- 映画「ベートーヴェン捏造」（2025年9月12日、松竹）

### 雑誌

#### 現在連載しているもの
- SPA!（扶桑社）「バカリズムの『勧められる身にもなってくれ』〜カルチャー食わず嫌いな男の妄想解説〜」月1連載

#### 過去に連載していたもの
- コンビ時代
  - GOOGYA（徳間書店）「バカリズムのロマンティック計画」
- ピンとして
  - 公募ガイド（公募ガイド社）「バカリズムの公募時代」
  - ヤングガンガン（スクウェア・エニックス）「ウチアワセ」
  - 東京スポーツ（東京スポーツ新聞社）「イニシャル・ウオッチング『黒服バカリズム情報』」隔週連載
  - POPEYE（マガジンハウス）「バカリズムのCITY BOYの禁止事項」月1連載
  - steady.（宝島社）「バカリズムプレゼンツ 男RHYTHM」月1連載
  - AERA（朝日新聞出版）「放談バカリズム」

### DVD

#### コンビ時代
- 『ネタde笑辞典ライブ VOL.3』（コロムビアミュージックエンタテインメント、1998年5月21日）-VHSのみ。
- 『笑ビ!バカリズム〜フルーツ〜』（TDKコア、2004年7月22日）
- バカリズムライブ特別編 『PS7』（バップ、2006年1月25日）※バカリズム×きぐるみピエロ×ストロング・マイマイズによる定期合同コントライブ
- 『東京腸捻転 IN日比谷野音 〜20回記念!! 超夏祭りSPECIAL!!〜』（ポニーキャニオン、2006年4月5日）

#### バカリズムライブ（升野単独）
- 『宇宙時代』特大号（コンテンツリーグ、2007年11月21日）
- 『生命の神秘』（コンテンツリーグ、2008年6月25日）
- 『科学の進歩』（コンテンツリーグ、2008年11月26日）
- 『勇者の冒険』（コンテンツリーグ、2009年6月24日）
- 『キックオフ！』（コンテンツリーグ、2009年12月23日）
- 『クイズ』（コンテンツリーグ、2010年9月22日）
- 『ピンチ!』（コンテンツリーグ、2011年4月6日[注 5]）
- 『サスペンス』（コンテンツリーグ、2011年4月6日[注 5]）
- 『SPORTS』（コンテンツリーグ、2012年3月21日）
- 『運命』（コンテンツリーグ、2012年11月7日）
- 『COLOR』（コンテンツリーグ、2013年12月25日）
- 『なにかとなにか』（コンテンツリーグ、2014年11月26日）
- 『？！』（コンテンツリーグ、2015年12月23日）
- 『類』（コンテンツリーグ、2016年11月23日）
- 『ぎ』（コンテンツリーグ、2017年11月22日）
- 『ドラマチック』（コンテンツリーグ、2018年11月28日）
- 『image』（コンテンツリーグ、2019年11月27日）
- 『〇〇』（コンテンツリーグ、2021年11月24日）
- 『信用』（コンテンツリーグ、2022年11月23日）
- 『fiction』（コンテンツリーグ、2023年11月8日）

#### バカリズムライブ番外編『バカリズム案』（升野単独）
- 『バカリズム案』（コンテンツリーグ、2010年3月24日）
- 『バカリズム案 2』（コンテンツリーグ、2010年12月22日）
- 『バカリズム案 3』（コンテンツリーグ、2011年4月6日[注 5]）
- 『バカリズム案 4』（コンテンツリーグ、2011年12月21日）
- 『バカリズム案 5』（コンテンツリーグ、2012年6月27日）
- 『バカリズム案 6』（コンテンツリーグ、2013年4月24日）
- 『バカリズム案 7』（コンテンツリーグ、2013年7月24日）
- 『バカリズム案 8』（コンテンツリーグ、2021年7月14日）

#### ドラマ・映画
- 『イケ麺新そば屋探偵〜いいんだぜ!〜 VOL.3』（アミューズソフトエンタテインメント、2009年12月25日）
- 『オトメン（乙男）DVD-BOX』（ポニーキャニオン、2010年2月3日）
- 『おやじの背中DVD-BOX』（TCエンタテイメント、2015年8月28日）
- 『映画 「紙兎ロペ」 つか、夏休みラスイチってマジっすか!?』（東宝、2012年11月9日）
- 『映画 闇金ウシジマくん Part 2』（東宝、2014年10月24日）
- 『架空OL日記DVD-BOX』（ポニーキャニオン、2017年10月18日）
- 『黒い十人の女 DVD-BOX』（読売テレビエンタープライズ、2017年3月31日）
- 『ゴーイング マイ ホーム』（ポニーキャニオン、2013年3月6日）
- 『下町ロケットDVD-BOX』（TCエンタテイメント、2016年3月23日）
- 『チーム・バチスタFINAL ケルベロスの肖像』（東宝、2014年10月15日）
- 『花のズボラ飯』（コンテンツリーグ、2013年3月20日）-声のみの出演。
- 『世にも奇妙な物語〜2012秋の特別編〜』（ポニーキャニオン、2013年8月7日）
- 『謎解きはディナーのあとでスペシャル〜風祭警部の事件簿〜』（ポニーキャニオン、2014年2月19日）
- 『素敵な選TAXI DVD-BOX』（ポニーキャニオン、2015年3月18日）
- 『WOWOWオリジナルドラマ 殺意の道程DVD-BOX』（カルチュア・パブリッシャーズ、2021年6月23日）

#### テレビ番組関連をまとめたもの
- 『アイドリング!!!』関連DVD
- 『R-1ぐらんぷり2006』（R and C Ltd.、2006年7月26日）
- 『R-1ぐらんぷり2007』（R and C Ltd.、2007年7月25日）
- 『R-1ぐらんぷり2009』（R and C Ltd.、2010年2月3日）
- 『R-1ぐらんぷり2010 DVDオリジナルセレクション 門外不出の爆笑ネタ集!』（よしもとアール・アンド・シー、2010年10月6日）
- 『イケない足し算「A」+「B」DVD』（ソニー・ピクチャーズエンタテインメント、2009年4月22日）
- 『IPPONグランプリ01』（よしもとアール・アンド・シー、2012年3月31日）
- 『IPPONグランプリ03』（よしもとアール・アンド・シー、2012年3月31日）
- 『IPPONグランプリ04』（よしもとアール・アンド・シー、2013年5月25日）
- 『IPPONグランプリ05』（よしもとアール・アンド・シー、2013年5月25日）
- 『IPPONグランプリ06』（よしもとアール・アンド・シー、2013年5月25日）
- 『IPPONグランプリ07』（よしもとアール・アンド・シー、2014年5月21日）
- 『IPPONグランプリ08』（よしもとアール・アンド・シー、2014年5月21日）
- 『IPPONグランプリ09』（よしもとアール・アンド・シー、2014年11月5日）
- 『IPPONグランプリ10』（よしもとアール・アンド・シー、2014年11月5日）
- 『IPPONグランプリ12』（よしもとアール・アンド・シー、2015年11月18日）
- 『IPPONグランプリ13』（よしもとアール・アンド・シー、2016年6月15日）
- 『IPPONグランプリ14』（よしもとアール・アンド・シー、2016年6月15日）
- 『IPPONグランプリ15』（よしもとアール・アンド・シー、2016年11月16日）
- 『IPPONグランプリ16』（よしもとアール・アンド・シー、2017年11月15日）
- 『IPPONグランプリ17』（よしもとアール・アンド・シー、2017年11月15日）
- 『IPPONグランプリ18』（よしもとアール・アンド・シー、2019年12月11日）
- 『IPPONグランプリ19』（よしもとアール・アンド・シー、2019年12月11日）
- 『内村さまぁ〜ず Vol.20』（コンテンツリーグ、2010年7月7日）
- 『ウレロ☆未確認少女 DVD号外版』（ウレロ☆未確認少女製作委員会、2011年12月21日）-以下『ゴッドタン 芸人マジ歌選手権ライジング』までの作品はローソン・HMV・テレビ東京のみの限定販売。
- 『ウレロ☆未確認少女 DVD-BOX』（ウレロ☆未確認少女製作委員会、2012年2月29日）
- 『ウレロ☆未完成少女 DVD-BOX・Blu-ray BOX』（ウレロ☆未完成少女製作委員会、2012年12月29日）
- 『舞台・ウレロ☆未公開少女』（ウレロ☆未公開少女製作委員会、2013年6月26日）
- 『ウレロ☆未体験少女 DVD BOX・Blu-ray BOX』（ウレロ☆未完成少女製作委員会、2014年7月16日）
- 『ゴッドタン 第7弾:衝動のモンスター傑作選〜団体芸サミット&キレ女塾&ストイック暗記王〜』（テレビ東京、2011年3月23日）
- 『ゴッドタン 芸人マジ歌選手権ライジング』（テレビ東京、2013年3月20日）
- 『ゴッドタン 芸人VSアイドル 号泣&感動の9番勝負』（テレビ東京、2016年4月27日）
- 『ゴッドタン 芸人マジ歌選手権アニバーサリー』（テレビ東京、2017年3月29日）
- 『エレ片OMOSHIRO DVD』（ポニーキャニオン、2006年8月25日）
- 『オモクリ監督バカリズム監督作品集』（コンテンツリーグ、2015年9月16日）
- 『元祖 人志松本のゆるせない話 下』（よしもとアール・アンド・シー、2010年3月10日）
- 『そんなバカなマンDVD 1』（ポニーキャニオン、2014年12月26日）
- 『そんなバカなマンDVD 2』（ポニーキャニオン、2016年3月2日）
- 『そんなバカなマンDVD 3』（ポニーキャニオン、2016年3月2日）
- 『チハラトーク #8』（よしもとアール・アンド・シー、2013年1月23日）
- 『日曜×芸人 VOL.1』（アミューズソフトエンタテインメント、2013年2月20日）
- 『日曜×芸人 VOL.2』（アミューズソフトエンタテインメント、2013年2月20日）
- 『日曜×芸人 VOL.3』（アミューズソフトエンタテインメント、2013年2月20日）
- 『日曜×芸人 VOL.4』（アミューズソフトエンタテインメント、2014年3月7日）
- 『日曜×芸人 VOL.5』（アミューズソフトエンタテインメント、2014年3月7日）
- 『日曜×芸人 VOL.6』（アミューズソフトエンタテインメント、2014年3月7日）
- 『バカリズムマン対怪人ボーズ』（ジェネオン エンタテインメント、2009年7月24日）
- 『爆笑レッドカーペット〜花も嵐も高橋克実〜』（コンテンツリーグ、2010年3月30日）
- 『番組バカリズム』（NHKエンタープライズ、2014年4月23日）
- 『番組バカリズム2』（NHKエンタープライズ、2015年7月22日）
- 『番組バカリズム3』（NHKエンタープライズ、2015年11月25日）
- 『人志松本の○○な話 誕生編〜前期〜』（よしもとアール・アンド・シー、2011年3月9日）
- 『人志松本のすべらない話 聖夜スペシャル』（よしもとアール・アンド・シー、2012年6月23日）
- 『人志松本のすべらない話 333万枚突破記念 3大会収録完全生産限定BOX』（よしもとアール・アンド・シー、2012年11月21日）
- 『人志松本のすべらない話 2012 歳末大感謝祭 完全版!』（よしもとアール・アンド・シー、2013年6月29日）
- 『人志松本のすべらない話 10周年Anniversary完全版』（よしもとアール・アンド・シー、2015年2月4日）
- 『東野・岡村の旅猿5 〜プライベートでごめんなさい〜 箱根日帰り温泉・下みちの旅 プレミアム完全版』（よしもとアール・アンド・シー、2014年11月5日）
- 『プレミアステージ2009』（よしもとアール・アンド・シー、2010年4月7日）
- 『ほっしゃんのすべらない話』（よしもとアール・アンド・シー、2009年2月11日）
- 『容疑者は8人の人気芸人』（ポニーキャニオン、2015年9月16日）

### 楽曲

#### 歌唱・作詞など
- アイドリング!!!『だいじなもの』（2008年2月27日）
  - 8.台場の恋の物語 -アイドリング!!!メンバー（加藤沙耶香、滝口ミラ、谷澤恵里香、フォンチー）と共に歌唱で参加。
- アイドリング!!!『Petit-Petit』（2009年8月19日）
  - 7.ロイヤルミルクガール -升野自身が作詞し、歌唱にも参加。
- 土岐麻子『VOICE 〜WORKS BEST〜』（2009年8月26日）
  - 2.5.13.Interlude -Interlude（曲間）で架空のラジオ番組にゲスト出演した土岐麻子が、升野に不本意なイントネーションで名前を紹介されるというコントが挿入されている。
- アイドリング!!!『SUNRISE』（2010年3月3日）
  - 9.等・等・等のSONG - 升野自身が作詞し、歌唱にも参加。
- RAM RIDER『AUDIO GALAXY-RAM RIDER vs STARS!!!-』（2012年4月11日、CRCP-40316）
  - 1.HELLO starring ORANGE RANGE - MVの脚本・監督を担当。
  - 9.放課後☆サスペンス starring バカリズム&藤岡みなみ（PANDA 1/2） - 作詞で参加。
- 堂島孝平『フィクション』（2014年3月26日）
  - 1.俺は、ゆく -MVに出演。主役。
- 高橋優『明日はきっと良い日になる』（2015年6月10日）
  - MVに出演。
- バカリズムと「「いくらだと思う？」って聞かれると緊張する（ハタリズム）」（2017年8月26日） - 秦基博とのユニット。配信専用。作詞と歌唱を担当。
- バカリズムと「白が人気（ミズノリズム）」（2017年9月30日） - 水野良樹（いきものがかり）とのユニット。配信専用。作詞と歌唱を担当。
- バカリズムと「Tie up（フジファブリズム）」（2019年11月10日） - フジファブリックとのユニット。配信専用。作詞と歌唱を担当。

#### 作詞のみ
- 読売テレビ公式マスコットキャラクター・シノビー「シノビーのうた」（2021年5月1日披露、5月10日リリース。）
- PUFFY アルバム「THE PUFFY」09.『陽の当たる丘』（2021年9月22日）

### 書籍
- ミツバ学園中等部 入学案内 （扶桑社、1998年9月）-イラストを担当。
- バカリズム案 Bakarhythm's Idea（廣済堂出版、2003年10月）-コンビ時代に出版。ピンになってから同名のライブを開催しているが、そこで披露されたネタの原型も収録されている。
- GAG BANK vol.10「特集 バカリズム悪戯白書」（GB出版、2004年8月）
- 大喜利 猿（河出書房新社、2006年2月）小林賢太郎×升野英知
- 大喜利猿 墨（河出書房新社、2007年1月）小林賢太郎×升野英知
- 大喜利猿 優勝（河出書房新社、2008年3月）小林賢太郎×升野英知
- 大喜利猿 北海道（河出書房新社、2009年6月）小林賢太郎×升野英知
- トツギーノ（日本文芸社、2007年9月30日）
- 架空升野日記（辰巳出版、2008年12月10日）ブログの書籍化
- 東と西2（小学館、2010年06月30日）※読み切り小説集。「来世不動産」を執筆。
- 都道府県の持ちかた（ポプラ社、2010年12月10日。ISBN 4-591-12128-3）
- 架空OL日記 1（小学館文庫、2013年5月2日）架空升野日記の文庫化
- 架空OL日記 2（小学館文庫、2013年5月2日）架空升野日記の文庫化
- バカリズムのエロリズム論（ポプラ社、2014年9月5日）
- Quick Japan Vol.121（太田出版、2015年8月12日）- 「バカリズム 考えまくる人」と題して約60ページもの特集が組まれた。
- 小説版 素敵な選TAXI（ポプラ社、2016年2月17日）

### グッズ
- 『トツギーノ寿ストラップ』（タカラトミーアーツ TIME CAPSULEシリーズ、2008年5月 - ）
  - 「トツギーノ」「トツガセーノ」「激太リーノ激髪ノビーノ」「科学戦隊トツギーノ」「コクギーノ」+シークレットの全6種
- 『トツギーノ寿ストラップ〜6人の花嫁編〜』（タカラトミーアーツ TIME CAPSULEシリーズ、2009年7月 - ）
  - 「トツギーノ」「4番サードトツギーノ」「妖怪トツギーノ」「激太りーの」「メカトツギーノ」「トツンケシ」+シークレットの全7種
- 『バカリズムマン対怪人ボーズ』（タカラトミーアーツ TIME CAPSULEシリーズ、2010年1月 - ）
  - 「バカリズムマン（ディフォルメ版）」「怪人ボーズ（ディフォルメ版）」「人造人間マスノ（ディフォルメ版）」「バカリズムマン（放映版）」「怪人ボーズ（放映版）」「バカリズムマン（原作版）」「バカリズムマンレディ（原作版）」の全7種

### その他の作品
監修
- かわいたグロス（奥村愛子）PV監修[127]

パッケージデザイン
- 江崎グリコ「ポッキー」おでパケ（2019年4月）

キャンペーン
- ユニクロ 「ウルトラストレッチラウンジウェア バカリズムのとろける一行小説」（2020年3月）

## 単独ライブ

### コンビ時代
- バカリズム単独ライブ「電子頭脳 vol.1」 （新宿Fu-、1996年8月）[128]
- バカリズム単独ライブ「電子頭脳 vol.2」（池袋ル・ピリエ 、1996年11月）
- バカリズム単独ライブ「電子頭脳 vol.3」 （シアターD、1997年5月）
- バカリズム単独ライブ「電子頭脳 vol.4」（シアターD、1997年11月16日・17日）
- バカリズム単独ライブ「N・G」（シアターモリエール、2001年8月20日・21日）[129]
  - ジャンボ
  - 訪問者
  - ホクロ
  - TAXI
  - クモの糸
  - シャボン玉
  - マウンド
  - クイズ ミリオンルーレット
  - 社長サン
- バカリズムベストライブ（シアターD、2002年7月5日・6日）[130]
  - 影の仕事
  - 屋上
  - 幸来軒
  - ワンピース
  - TAXI
  - 幻のショートコント集
  - 手術とホームラン
  - 音テニス
  - 憎しみの雨
  - ラジオ挫折第一
- バカリズム単独ライブ「Z」（シアターモリエール、2002年8月27日・28日）
  - Zマンとデス魔空間
  - 狼少年
  - 猫の本
  - ラジオ挫折第二
  - 猿
  - 〜弱の人々
  - 死刑
  - 過去のワルツ
  - ジュリー
  - マンボ！
- バカリズムライブ追加公演「Z -Remix- 」（シアターD、2002年10月5日）[131]
  - Zマンとデス魔空間
  - 狼少年
  - 猫の本
  - ラジオ挫折第二
  - 猿
  - 〜弱の人々
  - クイック
  - 友達
  - ジュリー
  - マンボ！
- バカリズム単独ライブ「リボン」（新宿シアターブラッツ、2004年5月17日）
  - 一人暮らしの男の部屋に陰毛をばらまいている人
  - 瞳
  - 人生のタイムロス
  - 3年B組
  - 地球ロンド
  - KATACHICHI！
  - ぶっちぎり
  - 投げちゃお
  - 瞳
  - ドリアン
  - 美咲
  - 別れ
- バカリズム単独ライブ「ピアス」（恵比寿エコー劇場、2005年10月15日・16日）[132]
  - 取り調べ
  - ±０
  - ルールちゃん
  - 最後のスリッパ
  - 渋い方法
  - 棒 MEETS GIRL
  - インスタント
  - キュルキュル
  - GAME OVER
  - ルールちゃん
  - イエスタデー

### ピン
- マスノヒデトモソロライブ「Q」（シアターD、2001年11月28日） - コンビ時代に行った升野ソロでの単独ライブ。
- 升野英知ソロライブ「宇宙時代」（ウッディシアター中目黒、2006年1月21日 - 22日） -コンビ解散後初の単独ライブ。この回のみ「バカリズム」ではなく「升野英知」名義で行った。
  - 宇宙官能小説
  - 抱けなくて…
  - 斜め向かいの浜寿司のおじさん
  - 脱線少年
  - ヌケなくて…
  - トツギーノ
  - イケなくて…
  - 野球官能小説
  - 冬ジョンソン
  - 幕間映像：宇宙辞典
- バカリズム単独ライブ「航空時代」（ウッディシアター中目黒、2006年8月4日 - 6日）
  - 宇宙飛行士募集
  - プロレス官能小説
  - 泣き男泣く
  - 人生のタイムロス
  - 揺れる日本
  - NHSNJG
  - 笑い男笑う
  - おしゃれな柔道部
  - 銀行弱盗
- バカリズム単独ライブ「宇宙時代」札幌公演（演劇専用小劇場BLOCH、2006年8月12日 - 13日） -現時点で地方公演を行ったのはこの公演のみである。
- バカリズム単独ライブ「恐竜時代」（ザムザ阿佐谷、2006年12月15日 - 17日）
  - ま行時代
  - 歴史的官能小説
  - 山崎（やまさき）
  - 身になる身　
  - 裏切り女裏切る
  - クイズ男クイズ
  - 九龍の拳
  - 追憶トロフィー
  - ぱ行時代
  - 幕間映像：恐竜辞典
- バカリズムベストライブ「大宇宙時代」（恵比寿エコー劇場、2007年2月3日 - 4日）
  - ま行時代
  - ヌケなくて…
  - 冬ジョンソン
  - NHSNJG
  - 野球官能小説
  - 泣き男泣く
  - トツギーノ
  - プロレス官能小説
  - 九龍の拳
  - イケなくて…
  - 幕間映像：宇宙辞典
- バカリズムライブ「生命の神秘」（恵比寿エコー劇場、2007年6月30日 -7月1日）[133]
  - 止まらなくて…
  - 不良官能小説（DVD未収録）
  - 総合刑事
  - 爽快昔話
  - ふるさと
  - 熊谷さん
  - 嘘つき男嘘をつく（DVD未収録）
  - 橘斬九郎
  - 非ハリウッド
  - 幕間映像：生命辞典〜THE LIFE DICTIONARY〜
- バカリズムライブ「科学の進歩」（新宿SPACE107、2008年3月1日 - 2日）[134]
  - プロローグ「科学の進歩」
  - FWの高飛びDFの餌食
  - 総合医者
  - あの坂をのぼれば
  - 贈るほどでもない言葉
  - 俺とお前とブラッドピット
  - WARUYONO！
  - にゅーす
  - 誰がために
  - 幕間映像：科学ポエム
- バカリズムライブ「勇者の冒険」（恵比寿エコー劇場、2008年9月22日 - 23日）
  - 注意事項
  - プロローグ「勇者の証明」
  - 中年とボタン
  - ポウ
  - アメリカン官能小説
  - 未来の授業（DVD未収録）
  - YOIDEWANAIKA！
  - 青年とスピーカー
  - 根本のおもしろさ
  - 日本数字話（DVD未収録）
  - 岸壁DEクライマックス
  - 幕間映像：勇者ポエム
- バカリズムライブ「キックオフ！」（俳優座劇場、2009年1月30日 - 2月1日）[135]
  - プロローグ「初FIFA者」
  - 弱の中年
  - 1年D組 地理バカ先生
  - ボーるべきもの（DVD未収録）
  - このあいだばなし
  - コーナーっぽく言ってみようのコーナー
  - なんとかかんとか
  - 万引きＧメンターテイメント
  - ホイッスるべきもの
  - 幕間映像：僕のサッカー豆知識
- バカリズムライブ「クイズ」（俳優座劇場、2009年9月18日 - 9月20日）[136]
  - プロローグ「クイズ地獄」
  - 暮れなずむ町
  - 図るなら
  - 日本要するに昔話（1）
  - 久保家の縁談
  - 3.14
  - 日本要するに昔話（2）
  - 正義感
  - 正直村と嘘つき村
  - 幕間映像：非常識クイズ/頭痛クイズ/偏見クイズ
- バカリズムライブ「ピンチ！」（俳優座劇場、2010年5月28日 - 5月30日）[137]
  - プロローグ「小ピンチ」
  - 絶体絶命戦士ピンチマン
  - Brandnew引力
  - ノーツー
  - 大ピンチ
  - 家族
  - 走れネロス
  - 告ぐ
  - エピローグ「大チャンス」
  - 幕間映像：ピンチ慣用句/ピンチかるた
- バカリズムライブ「サスペンス」（俳優座劇場、2010年11月5日 - 7日）[138]
  - プロローグ「みんなのサスペンス」
  - 急カーブ
  - 勇者あきひこの冒険
  - 読書反省文
  - ギオオオオオン！！
  - USSON（DVD未収録）
  - 爆笑！お笑いサーキット#86
  - 日曜サスペンスワイド追憶の殺意〜後篇〜
  - エピローグ「アフターサスペンス」
  - 幕間映像：刑事漫画サスペンスくん/自供場所あれこれ/女性に人気の鈍器のようではないものベスト5/サスペンス官能小説
- バカリズムライブ「SPORTS」（シアターサンモール、2011年11月18日 - 20日）
  - 選手宣誓
  - ルール
  - 心得る人々
  - がNBAる
  - Change
  - 汚はよう
  - 見よ勇者は帰りぬ
  - 未来へシュート！
  - 幕間映像：漫画で読むバカリズム/バカリズムの休日（DVD未収録）
- バカリズムライブ「運命」（シアターサンモール、2012年7月20日 - 22日）[139]
  - プロローグ「運命の話」
  - 絶対に負けられない戦い
  - それいけ！ベートーくん
  - マジカル☆中年
  - 鬼
  - はやすぎた男
  - TABETA！
  - 運命のスケジュール
  - 幕間映像：運命の出会いあれこれ/今日の○○占いカウントダウン/漫画で読むバカリズム/運命の赤いものあれこれ/相撲官能小説
- バカリズムライブ「COLOR」（シアターサンモール、2013年8月16日 - 18日）
  - プロローグ
  - 赤い告白
  - 青い偏見
  - 白い愚痴
  - 緑川キャスター
  - 黄昏の衝撃
  - COLORFULな欲望（DVD未収録）
  - 黒い理由
  - 幕間映像：ほんとうの昔話/偏見仮面のテーマ/絵消しうた/緑川篤志の楽しい発音講座/字書きうた
- バカリズムライブ「なにかとなにか」（草月ホール、2014年7月31日 - 8月3日）
  - プロローグ
  - 知恵と戦略
  - 屏風と虎
  - 理性と本能
  - ほぼ母なる星と母なる音
  - 目撃と証言
  - 女子と女子
  - 銅と銀
  - 幕間映像：うさぎとなにか・なにか太郎/字書きうた・フォトショうた赤と白/怖くてためになる話お客様とお医者様/さるなにかばなし
- バカリズムライブ「？！」（草月ホール、2015年6月25日 - 28日）
  - プロローグ？！
  - 熱血！
  - 裏切り女裏切る！
  - URAMESHIYA？
  - 俺の斧！
  - ひょんなことから？！
  - 愛しの小森整骨院（？）
  - 幕間映像：遠回りなあれこれ/EXCLAMATION OF SPACE/EXCLAMATION OF DEVIL & ANGEL/BABAR QUESTION/DRIVER QUESTION
- バカリズムライブ「類」（草月ホール、2016年6月23日 - 26日）
  - プロローグ
  - 友達の類
  - 教師の類
  - 手品の類
  - 上司の類
  - 正義の類
  - 背徳の類
  - 反逆の類
  - 40LOVE 〜幸福の類〜
  - 幕間映像：教師の類/類物語/ボールは誰の何の類/類物語/思い出の類
- バカリズムライブ「ぎ」（草月ホール、2017年5月11日 - 14日）[140]
  - プロローグ
  - 過ぎてゆく時間の中で
  - 難儀と律儀
  - ふしぎ
  - の？
  - 六本木の女王
  - 志望遊戯
  - 疑、義、儀
  - エピローグ
  - 幕間映像：ギガ/銀/卒業/律儀/疑惑の螺旋/疑い男疑う
- バカリズムライブ「ドラマチック」（草月ホール、2018年5月17日 - 20日） - 5月19日夜公演の回では全国26ヶ所の映画館でのライブビューイングを実施[141]
  - プロローグ
  - 言い残す男
  - NANDEYANEN！
  - 銀行弱盗
  - ミュージックあげるよ
  - Remember Glory
  - ドラマチックなバカリズム
  - 幕間映像：私立探偵長谷部真一郎シリーズ「雪に消えた殺意」/おとぎドラマチック話/棒 Meets Girl/TA-LA ATSUME TA-LA（2番）/満月の告白
- バカリズムライブ「image」（草月ホール、2019年5月9日 - 12日）- 5月11日夜公演の回では全国31ヶ所の映画館でのライブビューイングを実施[142]
  - プロローグ
  - もう！
  - 悪魔の契約
  - Cappuccino
  - 撃て！
  - 松沼省三の生涯
  - 幕間映像：2050/ゾンビ日記/2100/それはね
- バカリズムライブ「○○」（草月ホール、2021年5月14日 - 15日） - 当初は5月13日から16日までの4日間6公演の予定だったが、緊急事態宣言の影響により2日間3公演のみの無観客配信公演となった。
  - プロローグ
  - 〇〇先生
  - 海の上の〇〇
  - 手のひらを〇〇に
  - 10オンスの〇〇
  - 〇〇な男
  - 1 〇〇
  - 幕間映像：勇者の紋章/NAINAINAI!/麺屋桂木/勇者の紋章Ⅱ/マルマルショッピング
- バカリズムライブ「信用」（草月ホール、2022年4月21日 - 24日）- 3年ぶりの有観客。4月23日夜の回は「PIA LIVE STREAM」にて生配信を実施。
  - プロローグ
  - feels like HEAVEN
  - 最後の願い
  - 僕たちの未来
  - いい
  - 終末の約束
  - 幕間映像：数えろ/小太郎/ゼロ/天使と悪魔
- バカリズムライブ「fiction」（草月ホール、2023年4月13日 - 16日）- 4月15日夜の回は「PIA LIVE STREAM」にて生配信を実施。
  - プロローグ
  - ZONE
  - お隣さんなら引っ越しましたけど
  - 言ってね
  - J-300
  - ZONE Ⅱ
  - Last fiction
  - 幕間映像：負けられない戦い/Player01/状/第二の人生/布

### バカリズムライブ番外編
「バカリズム案」はコントライブではなく、いろいろな案を発表するライブ。タイトルは毎回同じだが内容はオール新ネタ。2011年2月には「バカリズム案」以外のバカリズムライブ番外編として初めての「バカリズムV」が開催された。
2014年以降コントライブを年1回開催する形になったため番外編と銘打ったライブは行われていなかったが、2019年に新たな番外編シリーズ「バカリズム談」が始動。
2020年は例年通り開催予定だったコントライブが新型コロナウイルスの影響で開催中止に。その代わりとして無観客での有料オンラインライブで7年10ヶ月ぶりに「バカリズム案」の開催が決定した。
2023年8月、地元福岡で「バカリズム談」を開催。東京以外でのライブ開催は2006年8月の「宇宙時代」札幌公演以来17年ぶりとなる。さらに2024年11月、「バカリズム案」初の大阪公演を開催。大阪での公演はバカリズムライブ・番外編通じても初。

#### バカリズム案
- バカリズムライブ番外編「バカリズム案」（新宿明治安田生命ホール、2009年6月30日）
- バカリズムライブ番外編「バカリズム案②」（新宿SPACE107、2010年2月8日 - 9日）
- バカリズムライブ番外編「バカリズム案③」（シアターサンモール、2010年8月14日 - 15日）[144]
- バカリズムライブ番外編「バカリズム案④」（シアターサンモール、2011年5月27日 - 29日）[145]
- バカリズムライブ番外編「バカリズム案⑤」（新宿明治安田生命ホール、2012年3月24日 - 25日）[146]
- バカリズムライブ番外編「バカリズム案⑥」（博品館劇場、2012年11月17日 - 18日）[147]
- バカリズムライブ番外編「バカリズム案⑦」（シアターサンモール、2013年2月16日 -17日）[148]
- バカリズムライブ番外編「バカリズム案⑧」（2020年12月6日） - ネット配信サービス「ZAIKO」「PIA LIVE STREAM」での有料オンラインライブ
- バカリズムライブ番外編「バカリズム案⑨」（草月ホール、2024年4月12日 - 14日）
- バカリズムライブ番外編「バカリズム案」大阪公演（COOL JAPAN PARK OSAKA TTホール、2024年11月16日）
- バカリズムライブ番外編「バカリズム案⑩」（草月ホール、2025年4月11日 - 13日/福岡市立博多市民センター、2025年5月2日）

#### バカリズムV
- バカリズムライブ番外編「バカリズムV」（新宿明治安田生命ホール、2011年2月12日 - 13日）

#### バカリズム談
- バカリズムライブ番外編「バカリズム談」（草月ホール、2019年10月18日）
- バカリズムライブ番外編「バカリズム談」（北沢タウンホール、2020年1月14日）
- バカリズムライブ番外編「バカリズム談」（紀伊國屋ホール、2020年12月28日）
- バカリズムライブ番外編「『バカリズム談』福岡」（博多市民センター・ホール、2023年8月5日）
- バカリズムライブ番外編「バカリズム談」（有楽町朝日ホール、2023年12月27日）